# べらぼう〜蔦重栄華乃夢噺〜
『べらぼう〜蔦重栄華乃夢噺〜』（べらぼう つたじゅうえいがのゆめばなし）は、2025年（令和7年）1月5日から放送されているNHK大河ドラマ第64作。
江戸時代中期の田沼時代から寛政の改革にかけて活躍し、板元として喜多川歌麿や東洲斎写楽らを見出した江戸のメディア王・蔦重（つたじゅう）こと蔦屋重三郎の波瀾万丈な生涯を描く。

## 制作
2023年4月27日に制作発表が行われた。主演を横浜流星、脚本を森下佳子が担当し2024年夏にクランクイン予定であることが発表された。なお、横浜はNHKドラマおよび大河ドラマ初出演となる。
本作では大きな戦が全くなかった18世紀後半を舞台としており、この時代が描かれるのは大河史上初である。
出演者発表は第一弾が2023年10月5日に、第二弾が2024年2月19日に、第三弾が2月21日に、第四弾が4月15日と4月16日に、第五弾が4月30日に、第六弾が6月10日に、第七弾が7月15日に、第八弾が8月27日に、第九弾が9月19日に、第十弾が9月27日に、第十一弾が2025年1月11日に、第十二弾が4月15日に、第十三弾が6月28日に行われた。
2024年6月7日、題字が発表された。10月26日、音楽・指揮者の発表と、グローバルVer.のビジュアルならびに特報動画が公開された。11月12日、「放送100年企画」と冠したメインビジュアルが公開された。
2024年12月12日、劇中の語りをかつて吉原遊廓内に存在した九郎助稲荷という設定で綾瀬はるかが担当することが発表された。
タイトルの『べらぼう』とは「たわけ者」「バカ者」、転じて「甚だしい」「桁外れな」という意味。制作統括の藤並英樹は「蔦屋重三郎はきっと『べらぼう奴（）！』と罵られていた」と想定し、それが時代の寵児になっていくという様に、「親しみと尊敬を込めた言葉として『べらぼう』と名付けました」と説明している。
台詞に地口が使われている。
国際放送での英語タイトルは、「とらわれない」「縛られない」などを意味する『UNBOUND（アンバウンド）』。なお、Unboundには「未製本」の意味もあり、出版に携わる蔦重を暗喩している。

## あらすじ

### 第一章（第1回 - 第16回）
安永の初め、江戸・吉原。茶屋「蔦屋」の蔦屋重三郎は、義兄の次郎兵衛、大火の中で救った少年唐丸とともに、茶屋を切り盛りしつつ、幼馴染の花の井ら女郎に貸本を行うことで生計を立てていた。しかし非公認の岡場所や宿場の隆盛により、吉原は閑古鳥が鳴くようになっており、場末では多くの女郎が病や飢えに苦しんでいた。思い悩んだ重三郎は、今をときめく老中・田沼意次に面会し、岡場所の取締り「警動」を発してもらうよう訴える。しかし意次は岡場所の存在意義を説き、逆に重三郎が吉原を栄えさせるために何かしているのかと問いただし、重三郎は目が覚めたような思いをする。勝手な行動を取ったことで養父の駿河屋市右衛門や女郎屋の経営者たち（忘八）に桶伏せの罰を与えられつつも、重三郎は吉原のガイドブックである『吉原細見』の質を上げることで客を呼ぼうと思いつく。そして、吉原細見の板元である地本問屋・鱗形屋孫兵衛に話をつけると、評判の文人・平賀源内に自腹を切って序を依頼し、ある程度の評判は得る。続いて絵師・北尾重政とともに女郎たちを花に見立てた『一目千本』を制作し、本作りの面白さに目覚める。さらに重三郎は地本問屋・西村屋与八と組んで『雛形若菜初模様』の制作に取り組み、平賀源内に「耕書堂」の堂号を貰って本格的に出版事業に参入しようとする。しかし、西村屋が重三郎に接近してきたのは鱗形屋の罠であり、鱗形屋と地本問屋のまとめ役・鶴屋喜右衛門によって、『雛形若菜初模様』の出版権は西村屋単独のものとされてしまう。唐丸は重三郎を手伝う中で非凡な絵の才能を発揮し、重三郎は「当代一の絵師にする」と約束するが、何らかの過去を持つ唐丸はその露見を恐れて姿を消してしまう。
唐丸の生存を信じる重三郎は、彼が戻ってきたときのためにも板元になりたいという思いを新たにする。源内の紹介で知り合った江戸出版界の長老・須原屋市兵衛にまずは奉公するように助言されていたこともあり、重三郎は鱗形屋で働き始める。しかし、偽板作りに手を出していた鱗形屋には奉行所の捜査が入り、孫兵衛は逮捕されてしまう。鱗形屋の代わりに自身を仲間に入れるように地本問屋たちと交渉した重三郎は、「倍売れる細見を作ったら認める」という言質を取る。重三郎が内容や割付を工夫したことと、花の井が話題作りのために瀬川の名跡をついだことで、重三郎の細見『籬の花』は飛ぶように売れ、条件を達成する。しかし、鱗形屋の罪が軽く済んで復帰したことで、地本問屋たちは約束を反故にする。その際に吉原への侮蔑を鶴屋が口にしたことで駿河屋たちは激怒し、地本問屋たちに吉原出禁を言い渡す。重三郎は吉原の駿河屋たちの支持を受ける代わりに江戸市中の地本問屋たちの販路を使う道を断たれ、独自の路線を歩むことになるが、勝川春章や朋誠堂喜三二、北尾政演（山東京伝）らと知り合い、次々に作品を世に出していく。
その頃瀬川には高利貸しで財を成した富豪・鳥山検校から身請け話が持ち上がる。それをきっかけに重三郎は幼い頃から瀬川に惹かれていたことに気がつき告白する。瀬川は身請けを断って年季明けに重三郎と一緒になる約束をするが、二人はそれぞれ女郎屋の主人・松葉屋半左衛門と女将・いねからそれでは誰も幸せになれない現実を突きつけられる。瀬川は身請けに同意し、重三郎は瀬川への餞を兼ねて豪華絵本を作成することにする。身請けの日、重三郎は瀬川の姿が載った『青楼美人合姿鏡』を贈り、「吉原を楽しいことばかりのところにする」という夢を語る。瀬川は一笑に付すが、重三郎は二人で見てきた夢ではないかと問いかけ、自身はこれからもその夢を見続けると言う。その言葉を聞いた瀬川は最後の花魁道中をおこない、大門を出て行く。瀬川は鳥山検校に深く愛され、それに応えようともするが、重三郎のことを忘れられずに鳥山検校の嫉妬を招く。
一方、幕府では将軍・徳川家治の信任を受けた意次が、日々悪化する幕府財政への対処に取り組んでいた。しかし、旧来の秩序を重視する老中筆頭松平武元や将軍世子徳川家基らと対立する。さらに御三卿田安家出身の賢丸（松平定信）も強引に他家に養子入りさせられたことで意次を恨むようになり、意次に対抗する。しかし幕臣たちの困窮はなおも強まり、その一因が検校をトップとする当道座による高利での貸し付けと強引な取り立てにあると判明する。意次の訴えにより家治・家基は当道座に対する対処を決断し、手入れが始まる。鳥山検校も幕府の摘発を受け、瀬川を自身から解放することを選び離縁となる。吉原に戻った瀬川は、独立店舗を構えようとしていた重三郎に、一緒に店をやろうと求婚されて二人は結ばれる。しかし、検校のせいで吉原に売られてきた娘に逆恨みされて襲われたことと、吉原者への江戸市中からの強い風当たりを目の当たりにしたことで、瀬川は自身が重三郎の障害になってしまうと考えて吉原を出て行く。
その頃、平賀源内はエレキテルの複製に成功し医療器具として売り出すが、やがて行き詰る。新たに蝦夷地に目をつけた源内は、親交のある意次に蝦夷地開発を進言する。しかし当時の幕府は家基の急死により揺れており、意次はまずその真相を調査するよう源内に依頼する。源内は家基が手袋に仕込まれた毒により何者かに殺害されたことを突き止め、松平武元もほぼ同時に真相にたどり着き、意次と武元は政治信条の違いを越えて犯人を突き止めるために協力することになる。しかし、その直後に武元も謎の死を遂げてしまう。調査を続行すれば新たな被害が出ると考えた意次は、源内に手を引かせて幕引きをはかろうとするが、源内は拒否する。一連の変死事件の裏で怪しい動きを見せる一橋治済に目をつけられた源内は、彼が放った手下たちにより煙草に薬物を仕込まれて幻覚を見るようになり、殺人の濡れ衣を着せられて獄死する。重三郎と意次は、源内を救えなかった後悔を胸に、それぞれの道で邁進していくことになる。

### 第二章（第17回 - ）
蔦屋の近くに独立店舗を持つも瀬川に去られた重三郎は、周囲の助けを借りつつ一人で耕書堂を切り盛りしていた。戯作に力を入れ、往来物に新規参入するなど商売の規模を拡大していき、店は繁盛していく。ある日、北川豊章という絵師の絵を見た重三郎は、それが唐丸の絵だと確信する。豊章は博打好きの中年男だったが、重三郎が調べると捨吉と名乗る男が代筆をしていることが判明する。捨吉は重三郎の度重なる訪問を受けて自身が唐丸であることを渋々認め、過去を語る。それは、夜鷹の子として貧困と虐待の中で生まれ育ち、幼い頃から陰間として客を取ることを強要されていたという壮絶なものであった。大火の中で母を見捨てて一人逃げ、重三郎に拾われて「唐丸」として吉原で生き直そうとするも、母のヒモだった男に見つかり脅されたことで逃げ道はないと思い詰め、男を道連れに死のうとしたが死ねなかったのだと言う。結果的に母とそのヒモを死なせたという罪悪感に苦しみ、破滅的に生きていた捨吉であったが、自分を丸ごと受け入れてくれる重三郎の言葉に応え、耕書堂に戻ることにする。こうして捨吉あらため喜多川歌麿は、耕書堂を手伝いつつ絵師として活動していくことになる。
一方、偽板騒動を発端として落ちぶれていた鱗形屋は店じまいすることになる。孫兵衛は店の看板作家だった恋川春町を鶴屋に託すが、喜右衛門との相性が悪く春町は潰れかかる。見かねた孫兵衛は重三郎に助けを求め、密かに協力した二人は春町を耕書堂に移籍させることに成功する。孫兵衛は重三郎にそれまでことを詫びて和解し、日本橋を去る。同じ頃、耕書堂から出版された『見徳一炊夢』が、高名な狂歌師で文人の大田南畝に高く評価される。これを機に一部の地本問屋との取引が始まり、耕書堂の本は江戸市中に出回るようになる。また、南畝と知己を得たことで、彼を中心とした天明の狂歌ブームが到来したことも追い風となり、重三郎の名は江戸中で評判になる。耕書堂をさらに発展させ、吉原者への差別を打ち破るためにも重三郎は日本橋への進出を決意し、身代の潰れた地本問屋の丸屋を買い取る。丸屋の女将・ていと丸屋の向かいに店を構える喜右衛門は重三郎に反発するが、浅間山の噴火により日本橋が降灰に見舞われた際、重三郎が町中の人を巻き込んで鮮やかに灰を片付けた手腕を見て認め、日本橋に受け入れる。ていと重三郎は結婚して共に店を切り盛りすることになり、喜右衛門は暖簾を贈って婚礼を祝い、駿河屋とも和解する。当初、重三郎とていの夫婦関係は形式的なものであったが、確かな絆が芽生えて名実ともに夫婦となり、商人として世のためにできることを模索しつつ協力して店を盛り立てていく。
その頃幕府では田沼一派が要職を身内で固め、政治の主導権を握っていた。意次は依然として厳しい幕府財政の解決策として、源内最後の進言でもあった「蝦夷地開発」を考え始め、意次の嫡男・意知は松前家から蝦夷地を上知する口実はないか探り出す。意知は吉原で元松前藩士と密談し、松前藩が オロシャとの抜荷に手を染めているとの証言を得るが、大文字屋の花魁・誰袖に話を聞かれてしまう。誰袖は吉原での情報収集と引き換えに自身を身請けするように意知に求め、彼の意を受けて働くことになる。誰袖は偶然見世にやってきた松前藩主の弟で江戸家老の松前廣年を篭絡し、抜荷をさせて確実な証拠を得ようとする。欲深い松前藩主・松前道廣もこの話に乗ったことで抜荷が行われ、誰袖と意知の企みはひとまず成功する。いつしか本気で惹かれ合うようになった誰袖と意知は心を通わせ、幸せなひと時を過ごす。しかし、冷夏と浅間山の噴火による不作で米価は高騰し、商人たちの米の買占めも相まって深刻な米不足に陥り、江戸市中には流民が溢れる（天明の大飢饉）。田沼親子はその対応に追われるも米価を下げることができず、責任を厳しく追及される。また、田沼親子に嵌められたことに気が付いた松前兄弟が治済に助けを求める。治済の策略により旗本・佐野政言は猜疑心を煽られ、殿中で意知殺害に及ぶ。意知を失った誰袖は悲しみに打ちひしがれ呪詛に明け暮れるが、重三郎が「仇気屋艶二郎」という政言に似た男を笑い者にする『江戸生艶気樺焼』を出版し誰袖に読み聞かせたことで、笑顔を取り戻し立ち直る。
一方、重三郎の友人で源内の助手的存在でもあった小田新之助は、かつて吉原の女郎うつせみと足抜けし源内の伝手で浅間山の麓で百姓をしていたが、噴火の影響で村を追い出されて江戸に戻り、重三郎を頼ってくる。

## 登場人物

### 耕書堂
蔦屋重三郎（つたや じゅうざぶろう）
（柯理 → 蔦屋重三郎）
演：横浜流星（幼少期：高木波瑠）
主人公。地本問屋「耕書堂」の主人。元は吉原五十間道にある義兄の茶屋「蔦屋」を事実上経営しつつ貸本業を営んでいたが、やがて自ら出版に乗り出して事業を拡大していき、書肆として独立、その後日本橋の大店に発展させる。通称は蔦重（つたじゅう）・重三（じゅうざ）。狂名は蔦唐丸（つたのからまる）。幼名は柯理（からまる）。「ありがた山の寒がらす」「これしか中橋」などの地口を好み、面会時に口にした地口から田沼意次には「ありがた山」と呼ばれる。またかをり（誰袖）からは「兄さん」、ていからは「旦那様」と呼ばれる。
曲がった事が嫌いな熱血漢。聡明で勘が鋭く、発想力と行動力に優れる。成功のための努力を惜しまず、多少の挫折にも挫けない気性で、養父・市右衛門や鱗形屋孫兵衛からその才覚を評価されている。商人としての抜け目のなさも持ち合わせるが、自らの儲けには興味がない。端整な風貌の持ち主で、男色の平賀源内に「相当いい男」と評されたり、かをりから熱烈に惚れられたりする。実母・つよには愛憎相半ばする複雑な感情を抱くが、社交的で人たらしな所はつよの気性を受け継いでいる。
吉原で生まれ、7歳の頃に両親に捨てられ駿河屋に拾われるが、両親が存命ということで他の孤児たちにいじめられる。その頃に寄り添ってくれた朝顔に恩義を感じており、彼女の死をきっかけに女郎たちを飢えさせないよう吉原に客を呼び戻そうと奔走するようになる。その中で本づくりの楽しさに目覚めたことで、出版の力で吉原を盛り上げ、魅力を発信しようと出版事業を始める。吉原の人びとだけでなく、高名な絵師や文人たち、商売敵であった地本問屋たちや幕府要人の田沼親子をも魅了し、徐々に人脈を広げて成り上がる。そして吉原者への差別を打ち破るため、また周囲からの奨めもあって日本橋への進出を目指し、吉原の楼主たちや須原屋、柏原屋の協力を得て身代の傾いた丸屋を手に入れる。
「吉原者は女郎に惚れるな」という教育を受けてきたため色恋には疎く、花の井から想いを寄せられていたことにも長年気付かなかったが、彼女の身請けの話を知って自分も惚れている事に気付く。一時は花の井との足抜けも考えるが結局断念し、吉原を挙げての盛大な花魁道中の仕掛け人として彼女を送り出す。当道座の摘発によって鳥山検校から離縁された花の井の身柄を引き取り、一緒に店を切り盛りする事を夢見るが、自分が居ては足手纏いになると配慮した彼女に去られてしまう。その後は長年独り身であったが、日本橋進出を機にていと結婚する。
平賀源内と親しく交流していたが、心身共に不安定となり失墜していく源内を救えず彼の死を見送り、須原屋と共にその遺志を継いでいく事を誓う。源内や瀬川を救えなかった事への反省から歌麿や鱗形屋孫兵衛、恋川春町ら苦境に陥っている人物へ積極的な助力を行い、自身への評価も高めていく。生前の源内から「書をもって世を耕す」の願いを込め「耕書堂」の堂号をもらったことから、より広い視野で世のために出版活動を行うようになっていくが、日本橋に進出したのちも「吉原あっての耕書堂」という考えを変わらずに持ち続ける。
喜多川歌麿（きたがわ うたまろ）
（唐丸 → 捨吉 → 喜多川歌麿）
演：染谷将太（幼少期：渡邉斗翔）
浮世絵師、元「蔦屋」の小僧。人別上での名前は「勇助（ゆうすけ）」。重三郎からは「歌（うた）」、ていからは「歌さん」と呼ばれる。また絵の師匠である鳥山石燕からは「三つ目」というあだ名を付けられている。
過酷な環境で育ったせいもあってか本音を中々語ろうとせず、また過去の行動への罪悪感から一種の破滅願望を抱えるが、重三郎の事は信頼し彼のために献身的に働く。天才的な画才の持ち主で本人も絵の才能には強い自信を持つが、幼い頃から実母に存在を否定され続けてきたトラウマから、絵で自身の個性を表現することに恐怖心を抱き、他の絵師の画風を真似続ける。
少年時代、明和の大火にて炎上する建物の方へ一人で歩いているところを重三郎に保護される。火事のショックで記憶を失い自分の名前も覚えていないと言ったため、重三郎の幼名である「からまる（唐丸）」と命名され、蔦屋に引き取られ重三郎の仕事を手伝う。礒田湖龍斎の絵を本物そっくりに再現するほどの絵の才能を持っており、重三郎は「当代一の絵師」にすると約束していたが、ある日行方不明となる。
元は貧しい夜鷹の子として生まれ、母から虐待を受け、7歳から売春させられるなど吉原より悲惨な環境で育つ。ある日、鳥山石燕に出会い才能を見出されるが、母に弟子入りを阻まれる。そのような折に大火が起きて母が瓦礫の下敷きになり、助けを求められるが見捨てて逃げ出す。しかし、罪悪感に苛まれて火に飛び込もうとしたところを重三郎に保護され、記憶がない振りをして吉原で生き直そうとしていた。しかし、母を見捨てたところを見ていたと言う母のヒモの浪人に見つかり、全てをばらすと脅されて蔦屋の金を盗まされて思い詰め、浪人を道連れに死のうとするが、自分だけが生き延びてしまう。
行方不明になった約6年後の安永9年（1780年）、捨吉（すてきち）と名乗り、絵師・北川豊章の代わりに錦絵を描いていたところを重三郎に見つけられる。絵の代筆だけでなく男女ともに春を売って危ない目にも遭っており、見かねた重三郎が連れ戻そうとする。最初は拒むが、自身の過去を知っても「生きたいならいくらでも手を貸す」「自分が生きる言い訳になる」と言ってきた重三郎の思いを受け入れ、重三郎の元に戻る。そして絵師「歌麿」として、絵を描きながら耕書堂を手伝うことになる。昔出奔した駿河屋の養子・勇助が戻ったということにしたため、駿河屋の養子で重三郎の義弟ということになる。重三郎と二人で店を切り盛りしていた際は、重三郎の唯一無二の相棒と自負していたものの、重三郎がていと所帯を持ち、奉公人を多く抱える大店の主になると自身の存在意義に悩み、てい達への嫉妬を見せる。しかし、最終的に重三郎の幸せを思って受け入れ、「生まれ変わったら女がいい」と述べて架空の女絵師「歌麿門人 千代女」として絵を出す。
てい
演：橋本愛
丸屋の元女将で小兵衛の一人娘。後に重三郎の妻となり「耕書堂」の女将となる。重三郎からは「おていさん」と呼ばれる。
父の影響で漢籍に親しみ、博学多識な才媛。ただし謹厳実直で不器用であり、人付き合いも得意ではない。視力が悪く、常に眼鏡を掛けている。慎ましやかで分もわきまえているが、言うべきことははっきりと言う気性の持ち主。しばしば漢籍を引用しながら説教めいたことを言い、自身は欠点と認識していたものの重三郎には面白がられている。
前夫の吉原通いと耕書堂の往来物により丸屋が傾いたことから吉原や重三郎に嫌悪感を抱き、さらに重三郎が初対面で「一緒に本屋をやりませんか」と求婚してきたことでかつての前夫を思い出して拒絶する。しかし、のちに重三郎の手腕を認め、店への未練もあったことから重三郎と形式上結婚し、耕書堂の女将となることを了承する。重三郎に大店の主としての振る舞いを教え、ともに店を切り盛りするが、そのうち重三郎に惹かれてしまったことと、彼の華々しい才能や人脈を目の当たりにして劣等感を抱いたことで、一度は出家して重三郎の元を去ろうと考える。しかし重三郎に止められ、「この先をともに歩んでいきたいと目利きした、たった一人の女房」と重三郎から告白されて店に戻り、名実ともに夫婦となる。
つよ
演：高岡早紀
重三郎の母。髪結いを生業とする。重三郎からは「ばばあ」と呼ばれる。
社交的な性格で処世術に長けており、特に人の懐に取り入るのが巧みで、ふじからは「人たらし」と評される。
重三郎が7歳の頃に彼を捨てて吉原を去り、下野で暮らしていた。しかし、浅間山の噴火により生活が成り立たなくなり、日本橋に進出したばかりの耕書堂に身を寄せる。最初は強引に店に居つくものの、ていを味方につけ、また髪結いの腕を利用して客引きができることを示したため、居候を受け入れられる。
みの吉（みのきち）
演：中川翼
日本橋進出後の耕書堂の手代。元は丸屋の手代で、丸屋が耕書堂に買い取られた際にていの希望もあって引き継がれた。
当初は重三郎の事を警戒していたがすぐに打ち解け、重三郎の本作りの才能に感心する。
たか
演：島本須美
耕書堂の女中。

### 吉原

#### 駿河屋と蔦屋
駿河屋市右衛門（するがや いちえもん）
演：高橋克実
引手茶屋「駿河屋」の主人。重三郎の養父。重三郎からは「親父様（おやじさま）」と呼ばれる。店二階の大広間で大店の主人たちを招いて寄合を開く、吉原における最有力者の一人。
海千山千のしたたかな商売人だが、立腹すると暴力を振うなど粗野な一面も持つ。本質的には情誼に厚い人情家だが、その面をあまり表には出さない。右肩に入れ墨を入れている。
吉原の孤児を拾っては丁稚として厳しく躾け、成長すると他所に奉公に出すなどしているが、重三郎は手元に残し蔦屋で働かせている。重三郎が本づくりに勤しむようになると激怒し、たびたび暴行を加えたり階段から落としたりするが、それは重三郎の商才を誰よりも買い、駿河屋を継がせることも考えていたためであり、扇屋宇右衛門にその真意を指摘される。さらに、『一目千本』に込められた重三郎の吉原への想いを理解したことで、重三郎の本づくりに反対しなくなる。
その後は憎まれ口を叩いたりしながらも重三郎を常に気にかけ、多額の資金が必要だと知ると五十両の大金を迷わず貸し付けたり、重三郎が書肆として独立した際は保証人となるなど陰ながら支援する。重三郎の瀬川との結婚話や歌麿を引き取るという話については、重三郎を心配するが故に反対するが、最終的にふじにより了承させられている。重三郎が日本橋進出を申し出た際も心配のあまり猛反対するが、重三郎の懸命の説得を受けて了承する。重三郎とていの婚礼の際に和解を申し出た鶴屋に対しこれまでの非礼を詫び、和解する。
ふじ
演：飯島直子
駿河屋の女将。重三郎の養母。実子と分け隔てなく重三郎を慈しみ、彼の名前を略さずに「重三郎」と呼ぶ。
店の二階で寄合が開かれている時は、一階でお菓子を食べながら帳簿を確認していることが多い。夫・市右衛門は気性が激しく多弁であるのと正反対に、穏やかで無口であるが、いざという時に有無を言わさずに主張を通す迫力を持つ。重三郎の瀬川との結婚話や歌麿を引き取るという話に対しては、重三郎の強い思いを理解して市右衛門に了承させる。重三郎が書肆として独立すると五十間道の店舗に時々顔を出して営業を手伝う。
次郎兵衛（じろべえ）
演：中村蒼
駿河屋市右衛門とふじの実子。重三郎の義兄。
蔦屋の主人で駿河屋の跡取り息子とも見なされているが仕事熱心ではなく、蔦屋を重三郎に事実上経営させ、自身は挿花や三味線などの趣味に勤しんでいる。おしゃれと流行に敏感で、青本や富本節が流行るといち早く取り入れる。頼りないが義弟想いで、重三郎を駿河屋市右衛門の叱責からたびたび庇う。重三郎からは怠け癖を呆れられながらも兄として慕われている。また、意外と観察眼が鋭いという一面があり、何気ない一言で重三郎にひらめきを与えている。瀬川身請けの道中や吉原俄祭りでは普段見せないやる気を見せ、大いに張り切る。狂歌が流行すると重三郎と共に狂歌の会に参加し、その後の酒宴で大田南畝よりお伴のやかましという狂名を授かる。
とく
演：丸山礼
次郎兵衛の妻。次郎兵衛との間に一男二女（忠吉、のぶ、こう）を儲けている。
留四郎（とめしろう）
演：水沢林太郎
蔦屋の奉公人。
唐丸出奔後に蔦屋で働き始める。次郎兵衛と重三郎のフォローを欠かさない有能な男。重三郎が日本橋に移ってからは顔を見せなくなる。

#### 松葉屋
花の井（はなのい）
（あざみ → 花の井 → 瀬川 → 瀬以）
演：小芝風花（幼少期：前田花）
女郎屋「松葉屋」の元呼出花魁。重三郎とは幼馴染で、幼少期の名乗りはあざみ。源氏名は花の井、のちに瀬川（せがわ）。鳥山検校に嫁いでからは瀬以（せい）と呼ばれる。花魁時代の店内での序列は松の井に次ぐ二番手であったが、瀬川を襲名してからは一番の売れっ子となる。
高い教養と聡明さを持ち合わせ、踊りの名手でもある。勝ち気で言うべき事ははっきり言う気性だが、自分が「籠の鳥」である事もわきまえている。また職業柄、人の心の機微に聡く機転もきき、本音を隠してうまく立ち回る処世術を持ち合わせるが、重三郎には素の姿を見せる。吉原の闇を達観して見ているが、そこで花魁として生きる覚悟と矜持を持つ。趣味は読書で『青楼美人合姿鏡』では本を読む姿が描かれている。
元は農民の娘で年貢を払いきれなくなった両親により売られる。幼い頃は朝顔付きの禿であり、朝顔が見世を去った後も慕い続け、食事や薬を重三郎に届けさせるなど気にかける。朝顔が死ぬと重三郎と同じように悲しみ、吉原のために奮闘する重三郎に協力するようになる。そして重三郎の作る吉原細見の売上げのために話題を作ろうと、いわくつきの名跡である瀬川を襲名する。
重三郎に長年秘かに想いを寄せ、幼い頃にもらった『塩売文太物語』を大切に持っているが、想いが成就することはないと弁えており表に出すことはなかった。しかし、自身の鳥山検校への身請話をきっかけに両想いとなり、身請を断って年季明けまで待とうとするが、それでは誰も幸せにならないことをいねに諭される。重三郎から足抜けも打診されるが断り、身請けを了承する。しかし、足抜けに誘われたことを「一生忘れない思い出」と言い、重三郎からもらった吉原大門の通行手形の切れ端をその後も肌身離さず持ち続ける。
吉原を挙げての盛大な花魁道中によって送り出され、鳥山のもとに嫁ぐ。鳥山からは高価な品々を惜しみなく買い与えられるなど溺愛されるが、重三郎への想いを捨てきれずその心の内を鳥山に読み取られる事を怖れ、客と女郎のように表面的な間柄を続ける。幕府の当道座への処分がおこなわれた際には松葉屋預かりとなり、その後鳥山の配慮により離縁される。これにより重三郎と結ばれ、本屋を共に切り盛りする約束をするが、自分は重三郎の夢の障害になってしまうと考え、重三郎から贈られた書籍と彼への置手紙を残して吉原を去る。
松葉屋半左衛門（まつばや はんざえもん）
演：正名僕蔵
松葉屋の主人。駿河屋で開かれる寄合における中心人物の一人。重三郎からは「松葉の親父様（まつばのおやじさま）」と呼ばれる。
のらりくらりとした物腰の人物。瀬川が重三郎と想いを通わせて身請け話を断ろうとした際には、仕事中の瀬川の姿を重三郎に見せ、年季明けまできつい仕事を続けさせるのかと問いかける。しかし、瀬川への餞別の『青楼美人合姿鏡』は直接渡すように重三郎に言い、最後に二人きりで会えるようにするという粋な計らいをする。
いね
演：水野美紀
松葉屋の女将。瀬川ら女郎からは「女将さん（おかさん）」と呼ばれる。
吉原の掟を厳格に守るが情が無いわけではなく、女郎と見世にとって最善の道を模索し行動している。
元は花魁で松葉屋半左衛門に見初められ女郎屋の女将となった。足抜けしようとしたうつせみや、身請話を断ろうとした瀬川に対して、それでは幸せにはなれないことを理路整然と諭す。再び足抜けしたうつせみを追って源内宅に押しかけ、身代金代わりとしてエレキテルを奪うが、のちに効き目がなかったと述べている。重三郎が書肆として独立すると五十間道の店舗に時々顔を出して営業を手伝う。
松の井（まつのい）
演：久保田紗友
松葉屋の呼出花魁。松葉屋では一番の売れっ子。
花の井以上に気が強くドライな性格で、重三郎に対してずけずけとした物言いをする。気位は高いが仲間想いでもあり、また周囲を常に冷静に観察している。空き時間には、客へ出す手紙の下書きをしたためている。
花の井が瀬川を襲名し持てはやされるようになると複雑な感情を抱くが、身請けされた花の井の送別の花魁道中に参加し花を添える。俄祭では新之助を見付けたうつせみの背中を押し、「祭りには神隠しが付き物」と足抜けを促す。朋誠堂喜三二が吉原で居続けをしながら執筆した際には敵娼をつとめていた。
とよしま
演：珠城りょう
松葉屋の番頭新造。
まさ
演：山下容莉枝
松葉屋のやり手。
瀬川が身請け話を断ろうとすると、重三郎との関係を察したいねの指示で瀬川の監視も行う。
さくら、あやめ
演：金子莉彩（さくら）、吉田帆乃華（あやめ）
花の井付きの禿。
はなぞの、はなさと
演：平尾菜々花（はなぞの）、齋藤さくら（はなさと）
花の井付きの振袖新造。
松崎（まつざき）
（さえ → 松崎）
演：新井美羽
松葉屋の女郎。
元は旗本の娘だったが、鳥山検校とは別の検校の取り立てにより両親が自害したために行き場所を失い、吉原に売られてくる。堕胎により体調を崩し、寮での療養中に検校の妻である瀬川を逆恨みして包丁で襲い、怪我を負わせる。その際に検校の所業により吉原に売られた恨みを述べたため、瀬川に「百姓出身の自分は武家による年貢の取り立てのせいで吉原に売られたが、それを恨んでも仕方ない」と諭される。その後は回復し、大晦日の狐舞では女郎として元気に振る舞う姿を見せる。
はつ
演：長野里美
松葉屋の寮の管理人で、療養中の女郎たちの面倒を見ているが、鳥山検校の摘発時に松葉屋に身を寄せた瀬川のことも引き受ける。

#### 大文字屋
大文字屋市兵衛（だいもんじや いちべえ）
演：伊藤淳史
女郎屋「大文字屋」の主人。駿河屋で開かれる寄合における中心人物の一人。市右衛門以上に短気で粗暴であり、重三郎をしばしば殴りつけるなど、「忘八」の典型例のような人物。重三郎からは「カボチャの親父様」、市右衛門ら楼主たちからは「カボチャ」、誰袖からは「おっ父さん（おっとさん）」と呼ばれる。
安いカボチャを女郎に食べさせる倹約経営で河岸見世から大見世に一代で成り上がった。自身もカボチャを好み、カボチャ色の派手な着物を着る。女郎を商売道具としか考えていない拝金主義者だが、重三郎の試みが金になりそうだとみなすとまっさきに賛意を示す。将軍家治の日光社参の行列を見物して感銘を受け、吉原俄を盛大な祭りとして開催することを思いつき、企画に賛同した重三郎と共に祭りの実行役として奮闘する。若木屋がこの発案を横取りする形で世話人として名乗りを上げ、しかも同じ雀踊を出し物として選んだため、憤慨し大いに張り合うが、1ヶ月に渡り雀踊で勝負をした末に心を通じ合わせ、和解する。重三郎に書肆としての独立を勧める一方で、自身は神田にある空き屋敷の購入を目論むが町名主の妨害に遭い、町奉行に訴訟を提起するも退けられるのみならず「吉原者は四民の外」と差別的な扱いを受けてしまう。
発作を起こして倒れ、安永9年（1780年）に亡くなる。死の間際、「誰袖を重三郎に五百両で身請けさせる」という遺言を誰袖により強引に書かされている。
二代目 大文字屋市兵衛（にだいめ だいもんじや いちべえ）
演：伊藤淳史
女郎屋「大文字屋」の二代目主人。
先代に瓜二つの容貌だが、先代とは違い基本的に穏やかでおっとりとしている。しかし本質的には欲深く短気で、感情が昂った際にその一面を見せることがある。
誰袖の自由な振る舞いや重三郎に身請けを迫っていることについては「親父の遺言だから」と問題視していない。さらに誰袖が松前の抜荷問題に関わるようになると、またとない商機として積極的に協力する。
誰袖（たがそで）
（かをり → 誰袖）
演：福原遥（幼少期：稲垣来泉）
大文字屋の花魁。振袖新造時代の名はかをり。
おおらかで自由奔放な気性で、見世を勝手に抜けだすなどして志げに叱られても意に介さず振り回し、上手く手懐けてさえいる。また、愛らしい見た目と仕草によらず計算高く強かな面を持つ。
振袖新造時代、重三郎の発案で富本豊志太夫を歓待する出張宴席に参加し、太夫の吉原俄祭り出演の承諾に貢献する。その頃から重三郎に一方的な好意を寄せ、お座敷で聞き覚えた芝居がかったセリフとともに迫っていた。大文字屋の秘蔵っ子として育成されやがて花魁になるが、重三郎に自身を身請けするよう迫り、初代大文字屋市兵衛の死の間際には自身を重三郎に身請けさせるという遺言を書かせる。しかし、重三郎には相手にされず、「大奥で毒を盛るような類の女」と評されたこともある。
その後は馴染客の土山宗次郎が連れてきた田沼意知に一目惚れし、彼が松前の上知を考えていることを知ると、吉原での情報収集と引き換えに自身を身請けするように迫る。偶然大文字屋にやって来た松前廣年に目を付けると、手練手管を用いて誑し込み、自身のために直接オロシャと取引をして琥珀を安く大量に求めてほしいと唆す。意知の手先となって働く中で本気で意知を慕うようになり、両想いとなる。意知の体面のために表向きは土山宗次郎に身請けされるも、実際には意知の妾として幸せになるはずであったが、意知が政言に殺害されたことで状況は一変する。意知の後を追おうとするが死にきれず、それからは佐野一族への呪詛に明け暮れるが、『江戸生艶気樺焼』を読み聞かせてもらい笑顔を取り戻す。
志げ（しげ）
演：山村紅葉
大文字屋のやり手。かをりの見張り役。重三郎からは「お志げさん」と呼ばれる。
自由奔放なかをり（誰袖）に手を焼きつつ、お仕置き棒を持って追い回す。誰袖が呼出花魁に出世してからはその側近として近侍する。
誰袖が土山宗次郎に身請けされると同行し土山邸で暮らすが、誰袖が意知の死により変わり果て、呪詛に明け暮れるようになったことで重三郎に助けを求める。

#### 二文字屋
きく
演：かたせ梨乃
浄念河岸の女郎屋「二文字屋（にもんじや）」の女将。
行き場所がなくなった女郎たちの居場所であろうと女郎屋を経営してきたが経営難に陥り、一度は見世を畳む決心をするが、花の井が平蔵に入銀の名目で払わせた五十両を重三郎が横流ししたことにより救われる。重三郎が一時的に蔦屋を追い出されると見世に住まわせ、『一目千本』や吉原細見『籬の花』の製本作業を見世の女郎たちとともに手伝う。恋川春町が『廓𦽳費字盡』を書く際には見世の女郎たちと共に取材に応じる。
朝顔（あさがお）
演：愛希れいか
二文字屋の女郎。重三郎と花の井にとっては幼い頃世話になった恩人で、「朝顔姐さん」と呼ばれ慕われる。
元は松葉屋の花魁であったが、優しい性格が災いし、きつい客を引き受けたり食事を周囲に分け与えたりしていた結果、体を壊して二文字屋に行きつく。重三郎の見舞いを楽しみにしていたが、飢えと胸の病から亡くなり、身ぐるみを剥がされて他の死んだ女郎たち（演：吉高寧々、藤かんな、与田りん）と共に投げ込み寺に打ち捨てられる。「分からないことに関しては思い切り楽しい想像をする」という教えは、その後も重三郎や花の井の生きる指針となっている。
ちどり
演：中島瑠菜
二文字屋の女郎。
空腹にあえいでいた時に朝顔に弁当を譲られて食べ、その後まもなく朝顔が死去してしまったことを気に病み、重三郎と花の井に朝顔の死を伝える。
春風（はるかぜ）、音羽（おとわ）、歌浦（うたうら）
演：青山美郷（春風）、大田路（音羽）、馬渡綾（歌浦）
二文字屋の女郎たち。
見世の経営難のため、音羽は新潟の古町に売られ吉原を去る。

#### その他の吉原の住人
りつ
演：安達祐実
女郎屋のちに芸者の見番「大黒屋」の女将。駿河屋での寄合の紅一点で、中心人物の一人。
「ひんむきゃみんな、人なんて同じ」という信念を持ち、謂れなき差別への怒りを隠さない。楼主たちの中では重三郎に対して最も理解があり、積極的に協力する。
富本豊志太夫の熱烈なひいき客であり、太夫を吉原俄祭りに参加させる事を提案、大文字屋や重三郎と共に実現に奔走する。大文字屋が奉行所から差別的な扱いを受けた際には激怒するも、この件を機に女郎屋を廃業し見番所へ業態を転換する。重三郎が書肆として独立すると頻繁に五十間道の店舗に顔を出して営業を手伝い、耕書堂の参謀格のようになっている。
扇屋宇右衛門（おうぎや うえもん）
演：山路和弘
女郎屋「扇屋」の主人。駿河屋での寄合における中心人物の一人で、駿河屋とともに上座に着く。
理知的な性格で、重三郎が本屋になった事に激怒する市右衛門を宥め、重三郎の考えを商売に活かすように説得する。寄合においても出席者同士が揉めた際の宥め役を務める。重三郎とていの婚礼の際は仲人を務め、鶴屋が和解を申し出た事に感激する。
若木屋与八（わかぎや よはち）
演：本宮泰風
女郎屋「若木屋」の主人。
駿河屋たちが市中の地本問屋たちを吉原出禁にしたことに納得せず、地本問屋と交流を続ける派閥を結成して吉原を二分する。大文字屋から俄祭りの構想を聞くと、その場では懐疑的な反応を示すが、彼を出し抜く形で世話人として名乗りを上げる。出し物も大文字屋と同じ雀踊りを選んで大いに張り合うが、それをきっかけにして和解し、以後は駿河屋の寄合にも顔を出すようになる。大文字屋が奉行所から差別的な扱いを受けた際には同情し慰めた。大文字屋が亡くなると彼を偲ぶ言葉をたびたび発し、後を継いだ二代目を激励する。
丁子屋長十郎（ちょうじや ちょうじゅうろう）
演：島英臣
女郎屋「丁子屋」の主人。駿河屋での寄合の出席者。左頬に切り傷があるのが特徴。
長崎屋小平治（ながさきや こへいじ）
演：千葉清次郎
引手茶屋「長崎屋」の主人。駿河屋での寄合の出席者。白髪交じりの男。
桐屋伊助（きりや いすけ）
演：キンタカオ
引手茶屋「桐屋」の主人。駿河屋での寄合の出席者。大柄な体格の男。
若木屋が反主流派を形成した際には伊勢屋、玉屋、井筒屋らと若木屋派についたが、俄祭を経て他の店主たちともども寄合に復帰した。
伊勢屋九平治（いせや くへいじ）、玉屋庄兵衛（たまや しょうべえ）、万字屋半四郎（まんじや はんしろう）、泉屋与市（いずみや よいち）、井筒屋孫兵衛（いづつや まごべえ）、山口巴屋半助（やまぐちともえや はんすけ）
演：会田泰弘（伊勢屋）、岡山和之（玉屋）、岡けんじ（万字屋）、車邦秀（泉屋）、佐藤政之（井筒屋）、真木仁（山口巴屋）
駿河屋での寄合の出席者たち。いずれも女郎屋・引手茶屋の大店の主人。
志津山（しづやま）
演：東野絢香
玉屋の座敷持ち花魁。花の井を「床下手」とけなすなど気が強く口が悪い。『一目千本』では葛花に見立てられる。
亀菊（かめぎく）
演：大塚萌香
桐菱屋の座敷持ち花魁。気高くツンとした性格から、『一目千本』では山葵の花に見立てられる。
勝山（かつやま）
演：平館真生
四ツ目屋の座敷持ち花魁。非常に無口で、『一目千本』ではくちなしの花に見立てられる。
常磐木（ときわぎ）
演：椛島光
角か那屋の呼出花魁。何人もの客を腹上死させた魔性の女で、『一目千本』では鳥兜に見立てられる。
玉川（たまかわ）
演：木下晴香
角たま屋の呼出花魁。美声の女郎で、『一目千本』では蒲公英の花に見立てられる。
嬉野（うれしの）
演：染谷知里
扇屋の呼出花魁。陽気な性格で、『一目千本』では丈菊の花に見立てられる。
わかなみ
演：玉田志織
女郎。
花雲助の偽名で吉原に通っていた意知に言い寄ったため、誰袖を怒らせ、取っ組み合いの喧嘩に発展するが、それが意知と誰袖の仲を深めるきっかけとなる。
半次郎（はんじろう）
演：六平直政
蔦屋の向かいにあるそば屋「つるべ蕎麦」の店主。
とぼけた性格で下世話な話をすることも多いが、重三郎を常に応援する相談相手であり理解者。

### 出版人とその関係者

#### 地本問屋
鱗形屋孫兵衛（うろこがたや まごべえ）
演：片岡愛之助
須原屋と並ぶ江戸最古参の書肆である地本問屋「鱗形屋」の主人。吉原細見の大手板元。重三郎からは「鱗の旦那様（うろこのだんなさま）」と呼ばれる。
重三郎とは元から知り合いであり、重三郎が提案する吉原細見の改善案を飲むが、金は出さずに利用だけしようとする。重三郎の才覚を評価しつつも自分の手元に置き、さらには吉原の取り込みをも目論む。西村屋、鶴屋と組んで『雛形若菜初模様』の版権を重三郎から奪う企みに協力し、密かに西村屋から分け前を受け取る。
本づくりへの情熱は本物で、かつて自身の曾祖父が生み出した青本を時代に合わせて改良しようと意気込み、目を輝かせて重三郎とネタ作りに取り組む。しかし、明和の大火により店の経営は厳しくなっており、密かに丸屋源六の名で偽板作りに手を染め、逮捕される。逮捕の原因を重三郎による密告と思い込み、さらに自身の拘留中に取って代ろうとされたとして、重三郎を激しく憎むようになる。須原屋の口添えを得て軽い処分で釈放されると、重三郎と温めたネタを元に恋川春町に『金々先生栄花夢』を書かせて一大ブームを巻き起こす。しかしなおも莫大な借金に苦しみ、富本豊前太夫や朋誠堂喜三二が重三郎に協力することになったことに焦りを覚える。さらに債権の一部が当道座にわたったことで厳しい取り立てを受けるようになり、手代の徳兵衛が再び偽板作りに手を染めたことで罰金刑を課せられ、信用を失い落ちぶれて行く。それでも支援を申し出てきた重三郎をきっぱり拒絶する矜持を持ち、「うちから奪った商いを返せ」と怒りを露わにする。
最終的に店じまいを決意するが、その引継ぎ作業をする中で重三郎が自身を助けるために須原屋経由で吉原細見を大量に購入していたことを知る。さらに、鶴屋に引き継いだ恋川春町が喜右衛門と上手くいかずに潰れかかっていることを知ると、春町を鶴屋から搔っ攫うように重三郎に頼み、春町が心惹かれそうな案思をともに考えて、春町に耕書堂への移籍を決意させることに成功する。重三郎にそれまでのことを詫びて和解し、大火で焼け残った『塩売文太物語』の板木を託して日本橋を去る。
りん
演：蜂谷眞未
鱗形屋孫兵衛の妻。
長兵衛（ちょうべえ）
演：三浦獠太
鱗形屋孫兵衛の長男。鱗形屋の跡取り息子として父の仕事を手伝う。
店じまいの際には、体調を崩した孫兵衛に代わって店の整理をおこなう。また、恋川春町を耕書堂に移籍させるために重三郎と孫兵衛が案思を考えることになると、吉原と日本橋を何度も往復して両者の連絡役を担う。
万次郎（まんじろう）
演：野林万稔
鱗形屋孫兵衛の次男。
父親を助けるために利益率のよい書物問屋になろうと漢字の勉強に励む孝行息子。父親が逮捕された後、板木を高値で買い取ると持ち掛けてきた西村屋をきっぱりと拒絶する。
鱗形屋の店じまいの際には父・孫兵衛について行かずに西村屋の奉公人となる。
藤八（とうはち）
演：徳井優
鱗形屋の番頭。
店の経営状態悪化により多くの従業員に暇を出してしまったため、番頭ながら雑用をこなす。鱗形屋の一度目の偽板づくりに関与し、共に逮捕される。
徳兵衛（とくべえ）
演：山本圭祐
鱗形屋の手代。
店の資金難を見かね、孫兵衛に無断で二度目の偽板作りをおこない摘発される。
西村屋与八（にしむらや よはち）
演：西村まさ彦
錦絵で有名な地本問屋「西村屋」の主人。「松泉堂（しょうせんどう）」の戯号を持ち、自ら青本の執筆もおこなう。
口八丁手八丁の策士で、吉原者を軽蔑しつつも吉原での一儲けを企んだり、入獄した鱗形屋の板木買取りを家族に持ちかけるなど商魂たくましい人物。重三郎に強い対抗意識を持ち、忠五郎と忠七を吉原に送り込み重三郎の動向を監視させている。
『雛形若菜初模様』制作時に重三郎に協力を申し出て、呉服屋からの入銀や江戸市中での販売を実現させるが、手配をすべて重三郎にさせた上で騙し、版権を自分だけのものとする。鱗形屋が逮捕されると吉原細見の出版に参入し、重三郎と売り上げを競う。鱗形屋、鶴屋と共に市右衛門らから吉原への出入り禁止を申し渡されるが、若木屋と結託して巻き返しを図り、俄祭りに合わせて『青樓俄狂言』を出版する。
錦絵作りには強い自信とプライドを持つ一方で、吉原細見を軽視する傾向があり、重三郎の企みによって吉原から偽の情報を掴まされて吉原細見が刊行できなくなるという事態に陥っている。
忠七（ちゅうしち）
演：斉木テツ
西村屋の手代で身の回りの世話も行う。
忠五郎とともに吉原に出入りし、そこで入手した重三郎の動向に関する情報を主人に報告している。
鶴屋喜右衛門（つるや きえもん）
演：風間俊介
日本橋通油町の地本問屋「鶴屋」の主人。地本問屋仲間および通油町の寄合のまとめ役。童顔で駿河屋市右衛門からは「赤子面（あかごづら）」と言われる。書肆としての屋号は「仙鶴堂（せんかくどう）」。
慇懃な口調と物腰だが、重三郎ら吉原者に対して露骨な差別意識を持つ。一方で出版に対しては怜悧な分析力の持ち主でもあり、青本では芝全交らを擁して流行に乗った洒落た作品を出版して好調な売り上げを誇る。また、北尾政演の才能を見抜いて戯作を書かせ、的確な指図をしてヒットさせている。
鱗形屋、西村屋と組み、重三郎の板元としての新規参入を阻む。吉原の楼主たちの寄合に乗り込み嫌味な口調で吉原者を侮蔑する言辞を並べ立て、激怒した市右衛門に階段から突き落とされ吉原への出入り禁止を申し渡される。その後も鱗形屋や西村屋らに陰から助言を送りつつ重三郎に対抗し続け、重三郎が自店の向かいの丸屋を買い取ろうとすると激しく拒絶する。しかし、日本橋が降灰に見舞われた際に重三郎の働きを見て彼を認めて通油町に受け入れ、市右衛門とも和解する。
岩戸屋源八（いわとや げんぱち）
演：中井和哉
地本問屋。
重三郎が作った細見や青本が売れそうだと見込むとまっさきに飛びつき、大量に仕入れる。鶴屋たちが重三郎の本を江戸市中から締め出すことを決めると、表向きは従いつつも、耕書堂の勢いを感じ取り、鶴屋の方針に疑問を抱くようになる。耕書堂から出版された『見徳一炊夢』が青本の番付で最上位に選ばれると、「今年一番の本なら仕入れる言い訳が立つ」と言って大量に注文する。重三郎と事前に示し合わせ、重三郎の企みにより西村屋から吉原細見が刊行できない事態になると、他の地本問屋たちと徒党を組んで耕書堂との取引を認めるように鶴屋たちに迫り、あっさりと認めさせる。
村田屋治郎兵衛（むらたや じろべえ）、松村屋弥兵衛（まつむらや やへえ）
演：松田洋治（村田屋）、高木渉（松村屋）
日本橋通油町の地本問屋。通油町の寄合の出席者。
鶴屋たちに同調し、重三郎のことを吉原者として蔑む。
奥村屋源六（おかむらや げんろく）
演：関智一
日本橋の地本問屋。
鶴屋たちに同調し、重三郎のことを吉原者として蔑む。
丸屋小兵衛（まるや こへえ）
演：たかお鷹
日本橋通油町の地本問屋「丸屋」の先代主人。通称は「丸小（まるこ）」。
耕書堂が往来物を出版するようになったために、上得意だった手習いの師匠たちを耕書堂に取られ、意気消沈して地本問屋仲間に報告する。このことと婿養子の吉原通いによって店が傾き、閉店して重三郎に店が買い取られることになるが、その頃にはすでに故人となっている。
生前は漢籍を好み、娘のていにも習わせてそれを周囲に自慢しており、ていの眼が悪くなると本を読み続けられるように眼鏡を何度も作り直させるなど娘を大切にしていた。また、書肆としての強い誇りを持ち、それを娘に伝えていた。
ていの前夫
演：新名基浩
ていの最初の夫で、丸屋の元婿。
ていを熱心に口説いて丸屋の婿となるが、結婚直後から吉原に通って莫大な借金を作った上に出奔する。

#### その他の出版人
須原屋市兵衛（すわらや いちべえ）
演：里見浩太朗
鱗形屋と並ぶ江戸最古参の書肆である書物問屋「須原屋」の主人。
江戸の出版業界の長老で、重厚だが気さくな人物。鶴屋とは違い重三郎ら吉原者への差別意識は持たない。大坂の板元にも顔が利く。
平賀源内の紹介で重三郎と知り合う。板元になるにはどうすべきか相談に乗り、自身の経験からのれん分けを目指して本屋へ奉公に出ることを提案する。重三郎を見どころのある若者と認め、その後も何かと目をかけている。重三郎の日本橋進出も後押しし、吉原者の彼が丸屋を購入できるように意知に掛け合う。
ともに江戸の出版黎明期から書肆を続けてきたよしみで鱗形屋に対して温情を見せ、一度目の偽板事件の際には柏原屋に掛け合い、穏便に済ませてもらっている。鱗形屋が落ちぶれると重三郎の依頼を受けて鱗形屋の吉原細見を大量に購入するが、後にその事実を鱗形屋に打ち明けて重三郎への誤解を解き、両者の和解の一助となる。
また、源内とは親交が深く著書も出版しており、源内に殺人の容疑がかかったときには重三郎や杉田玄白と共に意次に潔白を訴えに行く。その思いもむなしく源内が獄死すると、源内の著書を出し続けることを誓う。
小泉忠五郎（こいずみ ちゅうごろう）
演：芹澤興人
浅草の摺物屋。もともと独自の吉原細見を発行していたが、西村屋が細見作りに参入するとその改（あらため）となる。
重三郎とは元から知り合いで、西村屋の下で共に細見を作ろうと誘うが、きっぱりと断られると敵意を燃やす。それからは西村屋とともに行動し、忠七とともに吉原に出入りして重三郎の動向を探る。しかし、重三郎の企みにより吉原の女郎屋たちから偽の情報を掴まされて細見が発行できない事態に陥り、その後重三郎の誘いに応じて耕書堂の改に鞍替えする。
柏原屋（かしわばらや）
演：川畑泰史
大坂の書物問屋。名は与左衛門（よざえもん）
自身が発行する『増補早引節用集』の偽板が『新増早引節用集』として出回っているのを尾張・熱田の古書店で見つけ、江戸に来て板元を探し回り、奉行所にも訴え出る。通油町の丸屋が売りに出された際、店を買い取り江戸進出を考えるが、江戸での米価高騰を察知すると断念し、重三郎に店を売る。その際、鶴屋からの依頼で丸屋買い取りに応じたが、元来はそれほど乗り気ではなかったと明かす。

#### 彫師・摺師
四五六（しごろく）
演：肥後克広
腕のいい彫師。
重三郎に吉原細見の版木の彫りを依頼される。割の合わない仕事ながら吉原での宴会という報酬に釣られて引き受ける。その後も重三郎から仕事を依頼されるが、「耕書堂の仕事を受けたら仕事を回さない」という鶴屋たちの脅しに屈して一度は断る。しかし、重三郎が往来物の仕事を持ち込み、仕事の多寡にかかわらず毎年二十両の支払いを約束したことで、耕書堂専属の彫師となる。
七兵衛（しちべえ）
演：松崎啓三郎
北尾重政の知り合いの摺師。
重政に頼まれ、指図による浮世絵の色の違いを歌麿に教える。

### 絵師・戯作者
朋誠堂喜三二（ほうせいどう きさんじ）
（平沢常富 → 朋誠堂喜三二）
演：尾美としのり
佐竹家江戸留守居役にして売れっ子の戯作者。朋誠堂喜三二は戯号であり、本名は平沢常富（ひらさわ つねまさ）。吉原に長年通い、「宝暦の色男（ほうれきのいろおとこ）」の異名を持つ。道陀楼麻阿（どうだろう まあ）などの別号も用い、重三郎からは「まあさん」と呼ばれる。著作には『娼妃地理記』『見徳一炊夢』『長生見度記』などがある。
藩重役の身分が露見しないよう気を使いつつ、活発な創作活動を展開する。好奇心旺盛で享楽的な性格。
留守居役の仕事で吉原を使うだけでなく自腹でも通う吉原マニアで、重三郎の作った『青楼美人合姿鏡』を絶賛する。それ以前から頻繁に吉原を訪れ、重三郎の周囲で起きる様々な事象の傍観者になっていた。俄祭りの開催を面白がり、大文字屋陣営の参謀を自ら買って出る。祭りの準備を共にする中で重三郎を気に入り、鱗形屋との板挟みになりつつも重三郎とも仕事をすることを選び、『明月余情』の序を担当する。本職での収入があることから本の売上げには興味がなく、「江戸市中で本は売れなくとも重三郎と組むのは楽しく吉原での接待も受けられる」という理由でその後も重三郎の元から本を出版する。吉原に居続けで執筆していたところ遊びが過ぎて腎虚になってしまい、その時処方された眠り薬を服用して悪夢を見るが、その悪夢にヒントを得て『見徳一炊夢』を書き上げる。
北尾重政（きたお しげまさ）
演：橋本淳
板本の挿絵を数多く手掛ける人気絵師。面倒見がよく、政演ら弟子だけでなく歌麿のことも気にかけて世話を焼く。
重三郎が初めて作った入銀本の作画を依頼される。その際に単色の版画では大勢の人物を描き分けるのは困難だと重三郎に教えたことが、女郎を花に見立てる『一目千本』のアイデアにつながる。その後も重三郎と交流を持ち、友人の勝川春章や弟子の北尾政演を紹介して『青楼美人合姿鏡』の作画を春章とともに手掛けたり、戯作や往来物の挿絵を担当したりする。歌麿の秘められた画才を見抜き、これを売り出すように重三郎に強く勧める。
北尾政演（きたお まさのぶ）
演：古川雄大
重政の弟子の絵師。山東京伝（さんとう きょうでん）として戯作も手掛ける。狂名は身軽折助（みがる の おりすけ）。
社交的で人懐っこい性格で、要領が良い。女好きで「絵はモテるために描くもの」と断言する。一見すると軽薄で不真面目な男で、本人もそう見えるよう振る舞っているものの、実は真面目な努力家。重三郎には「政演」と呼ばれて可愛がられ、自身も重三郎のことを「蔦重さん」と呼び慕っている。
多くの仕事を抱える売れっ子だが、筆が早いために早々に他の仕事をこなし、吉原での接待を目当てに耕書堂の仕事をやりたがる。重三郎を通じて知り合った朋誠堂喜三二とは同じ吉原好きとして意気投合する。
絵師として鶴屋にも出入りし、喜右衛門に勧められて戯作を書くようになり、最初に書き上げた『御存商売物』がその年の大田南畝の番付でいきなり最上位に評価されている。これにより名が上がったことから、耕書堂では自身初の錦絵になる『青楼名君自筆集』の作画を任される。これ以降、戯作者としては鶴屋で、絵師としては耕書堂で活動していたものの、「二代目金々先生の物語を書きヒットさせること」を条件に耕書堂からも戯作を出すことを鶴屋に認められ、苦労しながらも『江戸生艶気樺焼』を書き上げる。
北尾政美（きたお まさよし）
演：高島豪志
重政の弟子の絵師。重政の紹介で耕書堂の仕事を請け負うようになる。
礒田湖龍斎（いそだ こりゅうさい）
演：鉄拳
美人画で有名な絵師。西村屋の斡旋により『雛形若菜初模様』の作画を請け負う。その絵は次郎兵衛の不用意な行動により水に濡れてにじんでしまうが、唐丸が元の絵そっくりに再現し、支障なく板木が作られたためそれに気が付くことはなかった。
その後も西村屋の『青樓俄狂言』の作画を請け負う。また、『雛形若菜初模様』はシリーズ化され、長年刊行され続けるが、絵師は後に鳥居清長に交代している。
勝川春章（かつかわ しゅんしょう）
演：前野朋哉
役者絵で有名な絵師。名前や画風を真似た浮世絵が市中に多く出回るほど人気を集める。
北尾重政の紹介で『青楼美人合姿鏡』の作画をともに請け負うことになり、女郎たちの普段の姿を興味津々に観察して描く。重政とともに俄祭りの見物に訪れ、その盛り上がりを体感したことと、礒田湖龍斎の『青樓俄狂言』に対抗心を燃やしたことから、祭りの風景を速報する墨摺絵を急遽描くことになり、耕書堂から『明月余情』として出版される。
恋川春町（こいかわ はるまち）
（倉橋格 → 恋川春町）
演：岡山天音
小島松平家の内用人。武士としての本名は倉橋格（くらはし いたる）。狂歌師としては酒上不埒（さけのうえ の ふらち）と名乗る。団扇絵を描いていたところを鱗形屋に見いだされて絵師や戯作者として活動する。著作には鱗形屋から出版した『金々先生栄花夢』『辞闘戦新根』や、耕書堂から出版した『無益委記』『廓𦽳費字盡』などがある。
華麗な戯号を名乗るも、本人は至って生真面目で義理堅く、所作もいちいち武士らしい人物。作品づくりにおいてはオリジナリティへのこだわりが強く、また些末なことも自身が納得するまで考え込んで執筆することから、板元の要望に柔軟に応えるのは不得手である。
歳が離れた喜三二と親しく付き合っており、共著も出している。
自藩の家老が偽板作りの件で迷惑をかけたことから、経営が傾いた鱗形屋からほぼ謝礼を受け取れないにもかかわらず鱗形屋から本を出し続ける。鱗形屋の店じまいに伴い、鶴屋へ移籍することになるが喜右衛門とは考え方が相容れずに悩み、見かねた鱗形屋が重三郎に頼んで耕書堂に移籍させようとすることになる。当初は鱗形屋からかつて聞いた話から重三郎に悪印象をもっていたが、重三郎が持ってきた「百年後の江戸を描く」という案思に心惹かれ、鱗形屋と鶴屋に頭をさげて耕書堂に移籍する。その案思は鱗形屋が重三郎と手を組んで作り出したものということには気が付いていない。
自身の真面目過ぎる性分と才能に限界を感じて劣等感を抱いており、うた麿大明神の会後の宴席で酔った勢いで負の感情を爆発させ、政演や南畝、喜三二を皮肉った狂歌を詠んで暴れ、周囲を一時唖然とさせる。しかし、それが契機となり「皮肉屋」としての才を見出される。
鳥山石燕（とりやま せきえん）
演：片岡鶴太郎
妖怪画で有名な絵師。
妖怪を見ることができ、唐丸が母と住んでいた家の近くに妖怪を観察しに来ていたところ、唐丸と出会う。唐丸の絵の才能を見抜き、自分の元で絵を本格的に勉強することを提案する。
志水燕十（しみず えんじゅう）
（北川豊章 → 志水燕十）
演：加藤虎ノ介
御家人にして戯作者。博打が好きで金に困っており、吉原を去った捨吉こと唐丸に北川豊章（きたがわ とよあき）名義で絵を描かせたり、春を売らせたりしていた。唐丸が重三郎のもとへ戻ると、その代わりにと戯作執筆の仕事を求め、重三郎の協力者となる。
唐来三和（とうらい さんな）
演：山口森広
戯作者。うた麿大明神の会に参加し、続く宴席では酒に酔って、初対面の重三郎に「俺も義兄弟にしてくれよ」と迫る。その後、耕書堂に出入りするようになる。
芝全交（しば ぜんこう）
演：亀田佳明
戯作者。
鶴屋から多くの戯作を出版しているが、政演の誘いで耕書堂にも出入りするようになる。

### 狂歌師
大田南畝（おおた なんぽ）
演：桐谷健太
御家人にして狂歌師。別号、狂名は「四方山人（よも さんじん）」、「四方赤良（よもの あから）」。「寝惚先生（ねぼけせんせい）」という別号も持つ。
かつて平賀源内に才を激賞されたことで天才少年として有名になった文人。御家人ではあるが家禄は高くなく、幼い息子・定吉を抱え貧乏暮らしをしているが、「なんでも了見一つでめでたくなる」という考えの元、明るく生きている。
狂歌師として活動する他、毎年青本を全て読んで番付を出しており、天明元年（1781年）の番付『菊寿草』にて耕書堂の『見徳一炊夢』を最上位と評価する。それがきっかけで重三郎と出会い、すぐに打ち解けて狂歌の会に誘う。狂歌ブームが到来すると、盟友の菅江と共にその牽引役として活躍する。
朱楽菅江（あけら かんこう）
演：浜中文一
狂歌師。木網連の構成員であり、そこで重三郎と知り合う。大田南畝の盟友であり、しばしば行動を共にする。
狂歌ブームが到来すると南畝と共にその牽引役として活躍する。
元木網（もとの もくあみ）
（湯屋の主人 → 元木網）
演：ジェームス小野田
湯屋の主人にして狂歌師。木網連の主催者。「元木網」は狂名。
初登場時は髷を結っていたが、狂歌師として再登場した際には剃髪して坊主頭になっている。
湯屋の主人としては重三郎が『一目千本』を作成した際に配っていた見本を受け取っており、その時から重三郎の活動に着目していたと後に語る。重三郎が木網連を見学して以降、狂歌師として耕書堂に出入りするようになり、重三郎に奨められて狂歌の指南書を刊行する。
智恵内子（ちえの ないし）
演：水樹奈々
女流狂歌師、木網の妻。木網連の副主催者。
宿屋飯盛（やどやの めしもり）
演：又吉直樹
狂歌師。
大田南畝の誘いで共に『歳旦狂歌集』を書き、耕書堂から出版する。

### 芸人とその関係者
富本豊前太夫（とみもと ぶぜんだゆう）
（富本豊志太夫 → 富本豊前太夫）
演：寛一郎
富本節の太夫。初名は富本午之助（とみもと うまのすけ）。
「馬面太夫（うまづらだゆう）」とあだ名されるほどの面長な顔立ちだが、美声と男ぶりの良さで絶大な人気を博す。11歳のときに父・初代富本豊前太夫を亡くしたため後ろ盾がなく、襲名がなかなか認められずに豊志太夫（とよしだゆう）を名乗っていたものの、のちに重三郎の働きにより当道座の鳥山検校が動き、豊前太夫襲名が実現する。
かつて門之助とともに素性を隠して吉原に行っていたものの、門之助が役者と露見して酷い扱いを受けた経験から吉原を嫌っており、吉原俄への出演の打診を一度は断る。しかし、重三郎らに謝罪されて彼が連れて来た女郎たちに接待され、軽く披露した富本節に女郎たちが涙を流したのを見て心を動かされる。芝居を見ることなく一生を終える女郎が多いという話を聞いて吉原俄で富本節を披露することを了承し、さらに耕書堂から直伝正本を出版することを認める。その後も重三郎と親しく付き合い、源内が縁起の悪い屋敷に引っ越して様子がおかしくなった事を重三郎に伝える。
市川門之助（いちかわ もんのすけ）
演：濱尾ノリタカ
歌舞伎役者。午之助とは兄弟同然の仲。役者には禁じられている吉原へ行ったところ若木屋に正体を悟られ、午之助ともども下帯姿で大門から放り出されたことがある。
名見崎徳治（なみざき とくじ）
演：中野英樹
富本節の三味線方。
初代豊前太夫に代わって豊志太夫を指導し、人気の太夫にまで育て上げるもなかなか襲名が認められないことに悩む。襲名が叶った後も太夫を支える。
瀬川菊之丞（せがわ きくのじょう）
演：花柳寿楽
歌舞伎の女形。源内の亡き恋人。
源内の家でよく舞の稽古をしていた姿は源内の思い出となっている。かつて路考髷や路考結びなどの流行を作り出して呉服屋が大儲しており、それを源内が重三郎に話したことが、呉服屋の入銀による『雛形若菜初模様』の制作に繋がる。
烏亭焉馬（うてい えんば）
演：柳亭左龍
大工の棟梁にして浄瑠璃作家。りつの夫の知り合い。
浄瑠璃で吉原の場面を書くために、吉原について教えてほしいと重三郎に頼む。代わりに耕書堂の名前を織り込むように頼まれ、重三郎をモデルとした本重という人物を登場させる。
座元
演：本村健太郎
芝居小屋の座元。
重三郎とりつが見物にいった芝居で口上を述べる。重三郎がその軽妙さと面白さに感心したことが、のちに『伊達模様 見立蓬莱』の巻末広告につながる。
本重（ほんじゅう）
演：花柳忠彦
浄瑠璃『碁太平記白石噺』の登場人物で重三郎をモデルとする。

### 市井の人々
平賀源内（ひらが げんない）
（厠の男 → 平賀源内）
演：安田顕
鉱山技師、本草学者、蘭学者、浄瑠璃作者、戯作者などさまざまな顔を持ち、漱石香の宣伝文句を考えてヒットさせる、解体新書の挿絵師に絵を教えるほど絵の心得があるなど、多才な人物。頭の回転が早く、早口で話す。
元の仕官先から奉公構を出されているため、決まった仕官先を持たずに心のままに生き、一山当てようと巨額の資金を集めて事業を興しては失敗するものの、口の上手さで乗り切っている。その仕事内容と生き様から「山師」と呼ばれるが、自身はそれを誇りとしている。福内鬼外（ふくうち きがい）など様々な戯号を持ち、重三郎と出会った当初は貧家銭内（ひんか ぜにない）と名乗る。
重三郎が岡場所の警動をしない奉行所に文句を言っていたのを偶然聞き、田沼意次に訴え出ることを提案したことで重三郎と知り合う。正体を知った重三郎に吉原細見の序の執筆を依頼されるが、男色家であり、過去に書いた序の出来も悪かったと、一度は断る。しかし重三郎と花の井の働きにより了承し、吉原を自ら見て回った上で、福内鬼外の筆名で序を提供する。その後は重三郎と親交を深め、困ったときは頼り合う間柄となる。重三郎が板元を志すと堂号を依頼され、「書をもって世を耕す」の願いを込め「耕書堂」と付ける。
中津川鉱山の開発を主導する傍ら、副産物である炭を細々と売っていたが、鉱山事業が頓挫すると本格的に炭焼き事業に乗り出す。その後はエレキテルの復元に成功して医療器具として売り出し、評判を得る。しかし、エレキテルの製法を弥七に盗まれて模倣品が出回ったことと、エレキテル自体に医療効果はないという評判が広まったことで行き詰る。常に明るく振る舞ってはいるが、内心では学者として大成しなかったことを気に病んでおり、エレキテルの事業にも失敗したことで、自身が何の成果を上げられていないと思い悩み、憔悴していく。
田沼意次には才覚を評価されて親交を深め、千賀道有を通じて裏から資金援助を受けている他、意次の依頼で八代将軍吉宗の書を改竄するなど汚れ仕事にも関わる。家基急死の際には意次の頼みで調査をおこない、手袋に仕込まれた毒で殺されたことを突き止める。意次からは手を引くように忠告されるが、意次に疑惑の目が向けられていると知ると、潔白を示そうと動き続けたために、近づいてきた久五郎と丈右衛門に陥れられ、殺人の濡れ衣を着せられた挙句不審な獄死を遂げる。罪人ゆえに遺骸は引き渡されず、ただ墓だけが作られた。
小田新之助（おだ しんのすけ）
演：井之脇海
源内とともに行動する浪人。源内の助手的存在で、吉宗の書の改竄やエレキテル製作の手伝いなどもする。
生真面目で実直な青年で、湯島の長屋に住み、源内が江戸にいる際には居候させていた。重三郎からは「新さん」と呼ばれ親しく付き合い、細見製作などを手伝う。腕力沙汰は不得手で、剣術の腕前もからっきしである。
源内にしたがって吉原を訪れた際、座敷に出たうつせみに一目惚れし、吉原に通うようになる。やがて相思相愛の仲となり「新さま」と呼ばれるようになる。しかし、うつせみが自分との逢瀬のために変な客をとってまで自ら揚げ代を稼ごうとする様子を見て自身の不甲斐なさに苛まれ、足抜けをさせようとするが失敗してうつせみと引き離される。彼女が罰として殺されるのではないかと思い詰め、居宅で切腹を図るが重三郎に止められる。
その後もうつせみを諦めきれず、俄祭りの際に吉原に紛れ込みうつせみと二度目の足抜けを決行する。それからしばらく消息不明だったが、源内の弔いのために重三郎の元を密かに訪ね、源内の手引きでうつせみと共にとある農村に辿り着き、百姓をしながら子供たちに読み書きを教えていることを明かす。しかし浅間山噴火で田畑が大きな被害を受けたことから、降灰の片付けが済んだ翌年に村を追い出され、ふく（うつせみ）とともに流民として江戸に戻る。命からがら耕書堂を頼ってその筆耕となり、重三郎に深川の長屋を斡旋してもらい暮らし始める。
ふく
（うつせみ → ふく）
演：小野花梨
小田新之助の妻。松葉屋の元座敷持花魁で、源氏名はうつせみ。女郎時代の店内での序列は松の井、花の井に次ぐ三番手。本名は「ふく」で足抜け後はふくと名乗る。
上位の二人とは違い内気でおとなしい性格。新之助と相思相愛になり、懐事情のよくない彼に代わって自ら揚げ代を払ってでも会いたいと望むほど入れ込む。金を稼ぐために、女郎の肌に刃物で客自身の名を彫り、痛がらせることを喜ぶような変な客をとるようになる。疲弊した様子を見かねた新之助の提案で足抜けを敢行するも失敗して連れ戻され、いねに折檻されながら考えの甘さを指摘される。
その後も新之助への想いは変わらず、俄祭りを訪れた彼との再会を果たすと、そのまま雑踏に紛れて足抜けする。松葉屋では神隠しにあったということにして処理されるが、新之助が源内の弔いに重三郎の元を訪れた際に、源内の伝手で新之助と共にとある農村に辿り着き、百姓になっていたことが明かされる。百姓としての生活が性に合い平穏に暮らしていたものの、浅間山の噴火のために村を追い出され、新之助とともに江戸に戻る。飢死寸前の思いをしたことから、意次ら為政者に悪感情を持つ。
平秩東作（へづつ とうさく）
演：木村了
内藤新宿の煙草商。源内の仕事仲間。
源内が鉱山事業に失敗するとその出資者に詰め寄られ人質に取られるが、炭焼き事業への転換の目途が立ったため解放される。源内と同じ「山師」で借金取りに追われているが、その中で蝦夷の砂金に目を付け源内に勧める。意次が源内に家基急死の調査を依頼した際には源内と共に調査を行う。
松前の上知問題に関しても意次らに協力し、抜荷の証拠を掴むために上方に調査に行ったり、口八丁手八丁で廣年に琥珀の取引を持ち掛けたりする。また、意知の命で湊とともに松前に行き、善吉の協力を得て表帳簿と裏帳簿を手に入れるが、松前藩側に企みが露見して追われる身となり、店が燃やされ湊と善吉を殺されながらも命からがら意次の屋敷にたどり着く。
狂歌師としての顔も持ち、木網連に参加している。

#### 当道座
鳥山検校（とりやま けんぎょう）
演：市原隼人
当道座の検校。瀬川の上客、のちに夫。名は玉一（たまいち）。
盲目だが他の感覚が鋭く、まるで見ているかのように人の動きを察したり、声色から他人の感情をも読み取ることができる。女郎たちに細かい気遣いができ、仮名手本忠臣蔵の台詞を用いた会話をするなど洒落っ気もある人物。一方で高利貸しで巨万の富を築いてもおり、重三郎からは「ヒル」と評されている。
瀬川を1400両という大金で身請けし、「瀬以」と名付けて高価な装飾品を惜しみなく買い与え、「望むことは何でもかなえてやる」と述べるなど溺愛する。しかし数年たっても瀬以が打ち解けず女郎と客のような関係性が続く一方で、彼女が重三郎と会った際に声が弾んでいるのを鋭く聞き取り嫉妬を覚え、不義密通を疑う。
重三郎を呼び寄せ、瀬以とともに斬ろうとするが、幕府によるお調べが入ったために重三郎と会うことはなかった。お白州では瀬以に累を及ぼさないため、離縁を申し出る。
座頭
演：ドンペイ
当道座の座頭。
高利貸しを生業とし、借り手から厳しく取り立てるのみならず、返済の目途が立たない武家から跡目を奪うことにも手を染めている。森忠右衛門に過酷な取り立てを行い、摘発のきっかけを作ってしまう。

#### 商人
和泉屋（いずみや）
演：田山涼成
日本橋の干鰯問屋。花の井の馴染客。名は三郎兵衛（さぶろべえ）。
田沼屋敷に出入りし、肥やしと称して金銭を賄賂として渡す。その際に重三郎が荷物持ちとして強引に付き添い、意次に岡場所の警動を訴えたため、結果的に二人を引き合わせるきっかけを作った。
その後も吉原に通い続けて丁子屋の馴染客となっている。土山邸で久しぶりに再会した重三郎に日本橋進出を薦めていたが、間もなく亡くなる。
和泉屋番頭
演：岡村雄三
先代主人の葬儀の場において、吉原の楼主たちが事前に喪主に確認した上で参列していたにもかかわらず、他の参列者から文句を言われたことで座敷から蓆を敷いた中庭へ移るように求める。
薪炭問屋主人
演：綾田俊樹
薪炭問屋「山崎屋」の主人。
店じまいを考えており、株と店を源内に売る。
豪商
演：林家三平
日本橋の商人。松葉屋の馴染客。
俄祭りの際には、松葉屋の二階から松の井、うつせみとともに見物していたものの、興奮して二人を見世の外に連れ出したことがうつせみの足抜けにつながる。重三郎が日本橋に進出しようとした際には松葉屋から口利きを頼まれるも、吉原者に市中の家屋敷購入を禁じたお触れを理由に断っている。
熊野屋（くまのや）
演：峰竜太
信濃の豪商。吉原の座敷で重三郎に商売往来の修正を任され「わしにお任せ？」と驚いている。自分の意見が反映された商売往来が耕書堂から出版されると感激し、知り合いに勧める。その後も重三郎と交流を続けており、贔屓の関取たちを紹介する。
尾張屋彦次郎（おわりや ひこじろう）
演：大谷廣松
呉服屋の若旦那。吉原の常連客。
重三郎が呉服屋から入銀を募り錦絵を作ろうとした際は相手にしなかったが、西村屋が関わるようになると中丸屋佐兵衛らとともに入銀に応じる。その後も西村屋の『雛形若菜初模様』に入銀を続けていたが、西村屋が値上げをすると難色を示し、重三郎が半値で似たものを作れると話を持ち掛けるとそれに乗る。
白木屋彦太郎（しろきや ひこたろう）
演：堀内正美
日本橋の呉服屋「白木屋」の主人。
耕書堂の『青楼名君自筆集』より西村屋の『雛形若菜初模様』を推すという呉服屋仲間の意向を伝え、吉原にも協力を要請する。抗議する重三郎に対して、江戸の外にも広く流通させるには日本橋に店を構えることは不可欠という現実を教え、それが重三郎に日本橋進出を決意させる一因となる。
釘屋四郎兵衛（くぎや しろべえ）
演：木津誠之
日本橋通油町の釘屋の主人。通油町の寄合の出席者。
重三郎が丸屋を購入しようとした際、勢いのある耕書堂が通油町に来ることは悪い話ではないという考えを述べるが、鶴屋に退けられる。
マツ
演：伊藤かずえ
日本橋で桶屋を営む女性。友人のタケ、ウメと常に3人一組で行動しており、そのリーダー格。
タケ、ウメ
演：ベッキー（タケ）、福田麻貴（ウメ）
日本橋で店を営む女将たち。近頃評判の吉原耕書堂を訪れたことがある。市中で出会った重三郎をマツとともに呼び止め、日本橋への進出を応援すると声を掛けた。
大引赤蔵（おおびき の あかぞう）
演：林家たい平
札差。吉原の客。
冷夏と浅間山の噴火による米不足の際、駿河屋の紹介で重三郎と大田南畝に引き合わされる。南畝直筆の狂歌扇を贈られて、その見返りに米を安く売ってもらえないか重三郎から交渉され、一昨年の米なら米価高騰前より安く提供できると言って耕書堂に売る。

#### 医師・僧侶・尼
杉田玄白（すぎた げんぱく）
演：山中聡
『解体新書』で有名な蘭方医。
元は源内の弟子のような存在であったが、当代一の蘭方医として名声を博しており、立場が逆転している。源内のエレキテルに関しては、「イカサマでないとは言い切れない」と評する。源内が殺人の容疑で捕らえられた際には、須原屋と重三郎とともに源内の潔白を意次に訴える。
医者
演：福澤重文
腎虚になったと言う朋誠堂喜三二を診察するが、ただの色疲れであり休養が必要と判断し、腎虚に効く薬との名目で眠り薬を処方する。
寂蓮（じゃくれん）
演：岩井志麻子
尼。歌麿が捨吉として春を売っていたときの馴染み客。
覚圓（かくえん）
演：マキタスポーツ
ていに漢籍を教えた僧。店の売却を決めた彼女から、手習い用の書物を譲り受ける。その際にていの相談にのり、亡父が大切にしていた店を潰してしまった苦悩を明かされる。

#### その他の市井の人々
船頭
演：佐々木健介
秩父・中津川の船頭。
中津川鉱山から鉄を運び出す船を用意していたため、鉱山事業が頓挫しそうになると憤るが、炭焼き事業の目途が立ち、それに転用できると聞いて納得する。
去る客、懲りない客
（去る客、懲りない客 → 客）
演：児玉智洋（去る客）、赤羽健壱（懲りない客）
吉原の客。瀬川襲名に釣られて吉原に来て勝手な噂話をする。天明期の米不足の際は、政言が意知を切ったおかげで上方からの安い下り米が出回り出したと噂する。
ひさ
演：東雲うみ
新之助と源内が住む長屋に住む町娘。玉菊灯籠の見物に訪れるが、大門の外から仲之町通りの様子を眺めただけで帰ったことで、本来彼女のために発行された通行切手が新之助とうつせみとの足抜け計画に利用される。その後は源内のエレキテル製作を手伝う。
弥七（やしち）
演：片桐仁
エレキテルの製作を手伝う町人。
飲み込みの早さを源内に評価され気に入られていたが、エレキテルの図面を盗んで模倣品を作り、源内の商売を行き詰まらせる一因となる。
吾作（ごさく）
演：芋洗坂係長
徳川家基が行った鷹狩で勢子を務めた百姓のひとり。家基が倒れる際の一部始終を目撃し、手袋をはめた手の指先を噛んだ直後に倒れたことを源内に話す。
久五郎（きゅうごろう）
演：齊藤友暁
大工。長屋を追い出されそうになっていた源内に近づき、神山検校が住んでいた空き家に無料で住まわせる。気前よく煙草を振る舞うが、煙草には何らかの薬物を仕込んでおり、源内に幻覚症状を見せる。丈右衛門と通じ、源内を自害に見せかけて殺す計画であったが、実は源内とともに処分されることになっており、自らも斬り殺される。
ヤス
（向こう傷の男 → ヤス）
演：高木勝也
浪人。左頬に大きな傷跡がある。
唐丸を強請り、蔦屋の金を盗ませる。しかし、それ以上の害を重三郎や蔦屋に及ぼすことを恐れた唐丸が道連れに死のうとしたしたため、川に落とされ、水死体となって発見される。
実は唐丸の母のヒモであり、唐丸が明和の大火の中で母を見捨てたことを出しに唐丸を脅していたことが後に判明する。
唐丸の母
（母 → 唐丸の母）
演：向里祐香
夜鷹。
堕胎に失敗して仕方なく唐丸を産み、貧しい酒浸りの生活を送る中で唐丸に辛く当たる。唐丸が7歳になると自分で食い扶持を稼ぐように言って売春させ、金を稼いできたときは可愛がる一方で、普段は理不尽な暴行や暴言を浴びせていた。明和の大火の際に瓦礫の下敷きになり、唐丸の足を掴んで自身を助けるように迫るが、手を振りほどかれて逃げられる。
餅をつく人、餅をこねる人
演：小野まじめ（餅をつく人）、せんちゃん（餅をこねる人）
師走の吉原で正月用の餅をつく。
関取
演：遠藤、若元春、錦木
熊野屋の紹介で重三郎と会い、江戸一の利者と評判になっていた重三郎と知り合ったことを喜ぶ。
ナベ、長屋の女
演：中村映里子（ナベ）、雪見みと（長屋の女）
新之助とふくと同じ長屋の住人。
政言が意知を切ったため米価が下がったと政言を崇める。
長七（ちょうしち）
演：甲斐翔真
新之助とふくが住む長屋の近所に住む男。
米次（よねじ）
演：䋝田圭亮
新之助とふくと同じ長屋の住人。
つや
演：国分佐智子
政演を家に居候させている三味線の女師匠。
女
演：藤間爽子

### 江戸幕府

#### 徳川将軍家とその関係者
徳川家治（とくがわ いえはる）
演：眞島秀和
江戸幕府第10代将軍。
政務には直接関わらないが聡明で将軍としての度量も備えている。自己評価は高くないが、強い責任感の持ち主。
田沼意次を信任し政務を任せており、一部では意次の傀儡と見なされている。しかし、意次が日光社参を止めさせようと動いていた際には、将来的に意次のためにならないと諭して受け入れさせるなど、実際には意次の手綱を握っている。将棋を好み、意次と指すこともある。
嫡男・家基を含む子ども全員に先立たれ、新たに世継ぎを儲けるために励むことを意次に勧められる。最愛の女性であった亡き御台所に瓜二つである鶴子を紹介されて一時は乗り気になるが、知保の方の自殺未遂が契機となって考え直す。家基の急死と一橋治済のみが男児に恵まれている現状を訝しみつつも、一橋家から敢えて養子を取ることで新たな犠牲者が出ることを防ぐことにする。その際に自身の血筋の継承を諦めてでも、父から受け継いだ「知恵」である意次たちを守り、次代に繋げていくと語り、意次を感激させる。また意知の才覚を評価して若年寄に抜擢する。
知保の方（ちほのかた）
演：高梨臨
家治の側室で家基の母。
感情の起伏が激しく、思いつめるとしばしば過剰な行動を取る。
低い身分の出身で意次の助力を得て大奥入りしたものの、現在は反田沼の立場をとり、意次からは「欲張り」と評されている。息子・家基と同じ爪を噛む癖があり、家基の死を聞いた際には生爪を嚙みちぎるほど取り乱し、意次が毒をもったと騒ぎ立てる。同じく意次を憎む宝蓮院と連携し、意次に対抗する。鶴子が新たに家治の寵愛を受けていると大崎から聞くと、自殺未遂事件を起こすが、実のところは狂言であったことを宝蓮院に述べている。豊千代が将軍世子となることが決まると西の丸を追われることになり、激しく抵抗するものの連れ出される。
徳川家基（とくがわ いえもと）
演：奥智哉
家治の嫡男。将軍の世子として「西の丸様」と呼ばれる。
文武に優れた人物ではあるが、財政問題より旧来の秩序や幕府の権威を重視しており、膨大な経費のかかる日光社参の実施を主張する。そのため意次を「成り上がりの奸賊」と嫌っており、父・家治に対しても憚ることなく意次への不信感を口にする。田安賢丸や松平武元と手を結び、意次の追い落としを図る。
当道座の一件で幕臣が経済的に困窮していることを痛感し、経済の勉強を始める。意次に頼らず自ら政治をおこなうためにも徳川吉宗に倣って文武に励むという決意を述べて武元を感心させるが、その一環として出かけた鷹狩の最中に急死してしまう。考え込むときや意に沿わないことが起きた際に指の爪を噛むという、母譲りの癖を持っており、それを利用されて毒殺されたことが後に判明する。
鶴子（つるこ）
演：川添野愛
家治の中臈。
高岳の紹介で家治の傍に上がるが、亡き御台所（家治正室）の遠縁で瓜二つであったことから寵愛を受ける。
徳川家斉（とくがわ いえなり）
演：長尾翼
治済の嫡男。幼名は「豊千代（とよちよ）」。
将軍家の世子に選ばれ西の丸に入る。
茂姫 （しげひめ）
薩摩藩主・島津重豪の娘。豊千代の許嫁。
豊千代が将軍世子に選ばれると、御台所となるには家格が足りないという理由から、側室になるということで一度は話がまとまりかける。しかし、浄岸院の遺言による縁組ということで島津側が拒んでいると治済が主張したことと、もう一人の御台所候補である種姫の背後には松平定信がいることを危惧した意次の思惑が重なったことで、豊千代の将来の御台所と決まる。
高岳（たかおか）
演：冨永愛
大奥老女。大奥上臈御年寄として実権を握る。
将軍・家治に話を通すことのできる力を持ち、田沼意次や松平武元も一目置く実力者。意次が幕政の主導権を握るようになると協力的な姿勢を示す。大奥の代表者として種姫と茂姫のどちらを次期御台所として擁立したいかと意次に問われ茂姫を選択、種姫の背後にある知保の方と宝蓮院の影響力を大奥から排除する。
大崎（おおさき）
演：映美くらら
豊千代の乳母。その後は大奥で知保の方に仕える。
鶴子が家治の傍にあがったことや、種姫が御台所から外されたことなど知保の方や田安家の意に沿わないことが起きるたびに、それらが意次の仕業であると知保の方や宝蓮院に吹き込む。
薬の知識に長けており、知保の方の狂言自殺においては効き目を調整した毒を調合している。

#### 幕閣とその関係者
田沼意次（たぬま おきつぐ）
演：渡辺謙
江戸幕府老中、遠江相良藩主。武家官位は主殿頭で通称は「主殿（とのも）」。
幕府の財政難や日本の経済状況を憂い、南鐐二朱銀発行や鉱山開発などの改革を積極的に進め、商業の発展により民を潤そうとしているが、松平武元や徳川家基にはなかなか考えが理解されずに対立する。父・田沼意行が足軽上がりの成り上がり者であることから家柄の低さを度々揶揄されているが、成り上がり者であることは事実として意に介していない。しかし、内心では腹を立てている面があり、主家筋の高い家柄であることを理由に引き立てを願い出てきた佐野政言を無下に扱う。一方で一介の町人である重三郎を気に入り目を掛けているが、それゆえに彼が政道に深入りせぬように度々釘を刺している。
度々賄賂を受け取る一方で、町人にも気さくに接し、話を広く聞き届ける度量を持つ。面会に訪れた和泉屋に同行した重三郎が不躾に岡場所を警動するよう訴え出てきた際も、その話を聞いた上で吉原だけのために国益を損なわせることはできないと説き、まずは自ら客を呼ぶ工夫をすべきと指摘する。信念のためならば手段を選ばず、治察の死を契機に経費抑制のために田安家の取り潰しを目論み、吉宗が残した書物を改竄して賢丸の田安家復帰を防ぐという際どい策を用いている。自身の追い落としを図る家基を牽制するために当道座の高利貸し一味の調査・摘発を断行、家基の側近たちが高利貸しの負債に苦しむ事実を暴露する。
平賀源内の才を評価してパトロンとなっていたが、自身が家基急死の原因調査を依頼したことで源内は何者かに目をつけられて陥れられ、殺人の容疑で投獄されてしまう。密かに牢獄に足を運んで源内を励まし、彼を救うために動こうとするが意知に止められる。何者かが暗躍しているのを察し、源内の潔白を訴えてきた重三郎、須原屋、玄白に対しては、源内を意図的に見捨てたかのように装って彼らの深入りを防ごうとする。
落成した居城相良城を検分するためお国入りし、源内の献策によって領内が繁栄している事に満足する。その反面幕政が上手くいかないのは自身の思い描く通りに幕閣が動かないからと考えるに至り、縁者や自身が抜擢した能力ある者で要職を固める人事をおこなっていく。また、源内の最後の提案でもある蝦夷地開発に興味を持ち、松前家からの上知を考えるようになる。
田沼意知（たぬま おきとも）
演：宮沢氷魚
意次の嫡男。幕府での役職は奏者番のちに若年寄。武家官位は山城守。狂歌師の集まりへの参加時に名乗った狂名は花雲助（はなの くもすけ）で吉原に通う際の偽名としても使用する。誰袖が一目惚れするほどの端整な風貌の持ち主だが、自身の風貌には全く関心が無く「どこがいいのか分からぬ」などと言う。
冷静沈着な切れ者で常に穏やかな言動をしているが、吉宗の書物改竄の際には自ら江戸市中に出て意次と源内との連絡役を担うなど大胆な面も持つ。意次の懐刀的存在でもあり、時に情に流されそうになったり気が急いたりするところがある意次を抑える役となっている。ただし情がないわけではなく、来客用の弁当を下女（演：景井ひな）にこっそり分け与えるなど心優しい一面も持つ。
平賀源内が何者かに陥れられ殺人の容疑で獄に入れられた際は、源内を助けようとする父・意次を止め、自分たちの身を守るために見捨てるように主張する。その後意次が蝦夷地開発を考え始めると、自ら吉原に出向いて元松前藩士の湊と密かに接触する。湊の証言から松前家に抜荷の疑いがあると判明し、田沼一派が松前家からの蝦夷地の上知に向けて動くことに決まると、危険を承知でその中心的役割を果たすことになる。そして、誰袖の申し出を受けて手先として使うようになり、たびたび吉原を訪れる。その中で誰袖を女性として愛するようになり、西行の和歌を引用した狂歌に想いをしたためて贈る。また、かつて源内を見捨てた苦い経験から、誰袖のことは見捨てずに献身に応えようと、身請けを決める。しかし、米価高騰への有効な対策がすぐに打てずに市中での評判が地に落ちたことから、表立って女郎を身請けすることはできず、土山宗次郎に名前を借りる。
屋敷を訪れて父に意見した重三郎に興味を抱き、のちに直接の接点がほぼなかったにも関わらず蝦夷地をめぐる企みに誘ったり、米価高騰の対応策として商人目線の意見を求めたりする。
たびたび田沼家に引き立てを頼みにくる佐野政言に応対するが、意次がぞんざいに扱っていることに不安を覚える。若年寄に着任してから自ら政言を引き立てることになり、将軍の狩りのお供として推挙する。しかしその厚意が誤解され、政言に逆恨みされて殿中で切り付けられ、誰袖と蝦夷地のことを意次に託して死去する。
田沼意致（たぬま おきむね）
演：宮尾俊太郎
意次の甥。
西の丸で起きた進物窃盗騒ぎの責任をとらされる形で目付を罷免され、意次の取り計らいで一橋家の家老となる。一橋家の豊千代が将軍世子に選ばれるとともに西の丸に入る。従兄弟・意知が襲撃された際は治済の前で深く嘆く。
三浦庄司（みうら しょうじ）
演：原田泰造
田沼家用人。
意次の参謀格であり、重要な謀議に参加する。知恵者だがやや品位に欠ける言動をし、意次への落首を面白がって叱られたりしている。
工藤平助の『赤蝦夷風説考』に興味を覚え意次に紹介し、蝦夷地上知策のきっかけを作る。松前家の宴席において松前廣年が吉原通いをしていることを意図的に暴露し、松前道廣に抜荷に興味を持たせるきっかけを作る。
楠半七郎（くすのき はんしちろう）
演：宮澤寿
田沼家家臣。
井上伊織（いのうえ いおり）
演：小林博
相良藩家老。相良城検分のためお国入りした意次を出迎える。
松平武元（まつだいら たけちか）
演：石坂浩二
江戸幕府老中首座。武家官位は右近衛将監。幕閣の長老で賢丸からは「爺（じい）」と呼ばれる。白く長い眉毛が特徴で、意次一派からは密かに「白眉毛（しろまゆげ）」と呼ばれる。
保守的な価値観の持ち主で、意次を成り上がり者であると嫌い、意次の政策にはことごとく異を唱え、何かにつけて嫌味を言う。賢丸や家基の気概ある言動に期待をかけ、彼らと結んで意次を牽制する。
家基急死の際には、意次とともに調査をおこなうように家治に命じられ、手袋に仕込まれた毒により殺されたことにいち早く気が付く。手袋を作らせた意次を犯人として糾弾することもできたが、意次が犯人とも意次を追い落とす絶好の機会とも端から考えておらず、信条は違えども意次の能力や忠義は評価していることを意次に明かす。そして共に真犯人をあぶり出そうとするが、長引く咳の後に謎の死を遂げ、手袋は持ち去られている。
松平康福（まつだいら やすよし）
演：相島一之
江戸幕府老中。
武元が老中筆頭を務めていた際、老中の会議においては自身の考えを述べずに武元に同調する。家基と武元が相次いで急死すると、意次の仕業ではないかと噂する。
のちに老中筆頭となるが、浅間山噴火後の米価高騰に危機感のない発言をし、対応を意次に任せきりにする。
松平輝高（まつだいら てるたか）
演：松下哲
康福と同じく政策面において武元に同調し、家基と武元が急死した際は意次の仕業ではないかと噂する。浅間山噴火の頃にはすでに幕閣から姿を消している。
水野忠友（みずの ただとも）
演：小松和重
江戸幕府老中。
天明期に幕閣に加わるが、康福と同じく浅間山噴火後の米価高騰に危機感のない発言をする。

#### 幕臣とその関係者
長谷川平蔵宣以（はせがわ へいぞう のぶため）
演：中村隼人
旗本。明和の大火の放火犯を検挙した火付盗賊改方・長谷川平蔵宣雄の息子。のちに「鬼平」と称される。端整な容姿をしており、自身でも「男前」と認識している。
当主になって間もなく訪れた吉原で、花魁道中をしていた花の井に一目ぼれする。吉原を利用する際は通を装ってわざとシケを垂らし、格好つけてそれを吹く仕草を頻繁にする。遊び人であったが吉原のことは何も知らず、重三郎に「世間知らずのカモ」として利用される。花の井との初会から豪遊し、入銀本のために五十両を支払うなどして家産が尽き、吉原通いを止めざるをえなくなる。
御書院番士の役目を得て西の丸の進物番にも選ばれるが性に合わず、奉行所への異動を望んで顔を売るために仕事を手伝っており鱗形屋の逮捕にも関わる。その際に鱗形屋を見殺しにしたことに悩む重三郎の背中を押す言葉をかける。また、意次にも外向きの役目への配置換えを訴え、まずは働きを見せるように要求されたために、座頭金の調査などに関わる。意次には働きを評価されるが結局は異動も出世も果たせず、土山宗次郎を通じて田沼派に取り入ることを目論み狂歌を始める。
磯八（いそはち）、仙太（せんた）
演：山口祥行（磯八）、岩男海史（仙太）
長谷川平蔵の腰巾着で、岡場所や吉原に同行するが、吉原では平蔵の威を借りて傍若無人に振る舞う。平蔵の指示で座頭金の調査もおこなう。
佐野政言（さの まさこと）
演：矢本悠馬
旗本。通称は善左衛門（ぜんざえもん）。幼名は源之助（げんのすけ）。番町の桜の木で有名な屋敷に住む。
親孝行で誠実な青年だが、不器用で処世術が拙く出世の糸口が掴めず焦っている。
9人の姉の後に漸く生まれた男子として父・政豊の期待を一身に受け、佐野家の由緒を聞かされながら育つ。出世を目論んで意知に面会し、かつて田沼家の主家であった佐野家の系図を渡し、田沼家の由緒改竄に利用するよう申し出る。その後も意知を通じて桜の木を贈るなどするが、意次との面会は叶わず、家系図は意次により庭の池に投げ捨てられ、桜の木は寺に寄進されるなど無下に扱われる。
のちに本丸の新番士の役目を得て、そこで知り合った長谷川平蔵に誘われて自身を土山宗次郎に売り込みにいこうとするも、何もできずに終わる。家では耄碌した父の面倒を献身的に看るが、名門の家に見合う出世ができていないことを咎めるような言葉をかけられ続け疲弊していく。
意知の推挙により将軍の狩りのお供を務めるが、矢で打ち落としたはずの獲物が見つからずに恥をかく。屋敷を訪れた男から自身の矢が刺さった獲物が意知によって隠されていたと告げられ、さらに意知が私腹を肥やして吉原通いをしているという噂を城内で聞いて不信感を募らせる。佐野家自慢の桜が寿命を迎えて花を咲かせなくなったことに怒り狂う父に手をこまねいていたところ、再び屋敷を訪れた男から意知に渡した系図が処分されていたこと、そして贈った桜が寺に寄進され「田沼の桜」として咲き誇り評判になっていることを聞いたことで意知への憎悪をたぎらせ、殿中で意知に切りつける。その傷が元で意知が死去したため切腹に処される。死後まもなくして米価が下がったため庶民から「佐野大明神」と崇められるようになる。
佐野政豊（さの まさとよ）
演：吉見一豊
政言の父。
老齢のため耄碌の症状が出ており、政言に面倒を看てもらっている。佐野家の由緒と綱吉公から賜った桜を誇りとしており、一人息子の栄達を望む。耄碌してからもこれらに強い執着を見せ、その言動で意図せず政言を追い込んでいく。
土山宗次郎（つちやま そうじろう）
演：栁俊太郎
勘定組頭にして南畝の贔屓筋。狂名は「軽少ならん（けいしょうならん）」。
田沼派官僚の一人で羽振りがよく、木網連の宴会の費用をすべて持ったり、屋敷の酔月楼で大規模な宴会を催したりするなど、350俵取りの組頭という本来の身上に合わない派手な暮らしをしている。蝦夷通で、意知が松前藩からの上知策を考える上での参謀役となる。吉原では誰袖を敵娼としていたが、誰袖が意知の意を受けて働くようになると誰袖の元に通うのを止めるが、のちに代理で誰袖を身請けすることになる。
松本秀持（まつもと ひでもち）
演：吉沢悠
勘定吟味役。田沼派官僚の一人。
稲葉正明（いなば まさあき）
演：木全隆浩
御用取次。田沼派官僚の一人。
森忠右衛門（もり ちゅうえもん）
演：日野陽仁
西の丸小姓組。
質素倹約を重んじる真面目な旗本だが、20年間禄が変わらず、息子・震太郎も役目を得られず部屋住みのまま妻子を持ったため、家族を養いきれなくなり、座頭金に手を出す。借金がふくらみ、西の丸で窃盗騒ぎを起こし、切腹しようとするまで追いつめられるが、息子に止められ一家で逐電、出家する。意次によって父子ともに身柄を保護され、家治と家基の御前で経緯の説明を行った。
森震太郎（もり しんたろう）
演：永澤洋
森忠右衛門の嫡男。
自身のために父が借金し、切腹するまで追いつめられたことを知り、必死になって父を止めて共に逐電、出家する。
奉行
演：井上和彦
町奉行。
神田に屋敷を買おうとして阻まれたことで訴え出てきた大文字屋市兵衛に対し、「吉原者は四民の外」であり今後見附内に土地を買ってはならないという沙汰を下す。鳥山検校と瀬川の裁きも担当し、瀬川には温情な措置を命じる。
表坊主
演：ナダル
江戸城内で治済を案内し、その際に治済に政言について訊かれて答える。

### 大名家とその関係者

#### 御三家・御三卿
一橋治済（ひとつばし はるさだ）
演：生田斗真
一橋家当主。徳川家治の従兄弟。島津重豪や松前道廣など外様大名とは仲が良く、重豪とは子ども同士で縁組もしている。
飄々とした人物であり、趣味の傀儡を得意とし「傀儡師にでもなろうか」と冗談を飛ばし賢丸にたしなめられている。将軍家や御三家、他の御三卿が男児に恵まれない中で唯一の子だくさんで、嫡男の豊千代を筆頭に庸姫、治国、斉隆、斉匡ら多くの子を儲けている。
田沼意次とは共に傀儡を披露するなど交流が深く、意次の甥・意致を自家の家老として受け入れており、表向きには親しげに接するが、裏では冷ややかな目を向ける。
実像は権謀術数に長けた野心家で、様々な政局の裏側で陰謀を張り巡らせる。平賀源内の死後には現場から消えた「死を呼ぶ手袋の陰謀」を書いた原稿でサツマイモを焼いていた。家治も相次ぐ不審死事件の黒幕であるとみており、意次一派も裏で「白天狗（しろてんぐ）」と呼び警戒するようになる。長男・豊千代（家斉）が家治の養子に迎えられ将軍家世子となると、実父として幕政にも影響力を行使し、また手先（丈右衛門だった男）を操って田沼親子の失墜を図る。
丈右衛門だった男（じょうえもんだったおとこ）
（丈右衛門 → 丈右衛門だった男）
演：矢野聖人
一橋治済の陰謀の実行役を務める素性不明の男。初登場時に「丈右衛門（じょうえもん）」と名乗るも偽名であり、本名も不詳。凄腕の刺客であり、大工や浪人の風体を装うこともある。
旗本の用人を自称して源内の前に現れる。意次からの紹介を装い、源内に屋敷普請の設計を依頼する。しかし、久五郎から与えられた煙草で源内が狂人のようになったところで久五郎を殺害し、その罪を源内に着せ、彼の竹光と草稿を奪って姿を消す。
後に、佐野の屋敷に現れた時には、自身の名を言えない善意の注進として、狩場で意知が政言の獲物を隠したと伝え、隠されたという獲物と矢を渡す。その後にも政言に会い、佐野家が綱吉公から賜った桜の木が老齢の為花を咲かせなくなった事を聞くと、「田沼の桜」の話をして政言の憎悪を煽る。意知が政言により殺されるとその葬列に最初に石を投げて見物人たちを煽って石を投げさせる。また、政言が切腹すると政言が葬られた寺に「佐野世直し大明神墓所」の幟を立て政言が庶民から崇拝されるよう仕向けるなど暗躍する。
田安治察（たやす はるあき）
演：入江甚儀
田安家当主。徳川家治の従兄弟。
弟・賢丸の養子縁組が決まった直後、後継ぎを残すことなく、長引く咳の後に謎の死を遂げる。
宝蓮院（ほうれんいん）
演：花總まり
治察の母。賢丸と種姫の嫡母にあたり、2人を我が子同様に育てる。出身は五摂家の近衛家。
意次の策謀で賢丸が白河藩に養子に出された際は激怒し、意次を罵る。治察の死により田安家が絶えることを恐れ、西の丸に出入りして知保の方や家基に近づき、賢丸とも連携して田安家が影響力を維持できるように図る。しかし、種姫が御台所から外されるなど目論見は外れ、大崎からそれらが全て意次の仕業と聞いたことで意次への恨みを募らせ、「いつか天罰が下る」と吐き捨て西の丸を去る。
種姫（たねひめ）
演：小田愛結
治察の異母妹で賢丸の同母妹。
賢丸の策により、将来的に家基に嫁ぐことを前提に家治の養女となり、大奥に入る。家基が急死し家治が新たに子を儲けようとすると宙に浮いた立場となるが、宝蓮院と定信、知保の方の働きにより、家治は種姫に年が釣り合う養子を取り、種姫を御台所にすることに決める。しかし養子に豊千代が選ばれると、将来の御台所として茂姫が選ばれ、自身は紀州徳川家への嫁入りが決まる。
清水重好（しみず しげよし）
演：落合モトキ
清水家当主。徳川家治の弟。
家基が亡くなった後に将軍の世子になる話を打診されるが断る。
徳川治貞（とくがわ はるさだ）
演：高橋英樹
紀州藩主。紀州家は田沼家にとって旧主にあたり、田沼意次には頭の上がらない存在である。
米不足と米価高騰に手をこまねく意次を叱責し、ただちに米値を下げる策を打つように圧をかける。

#### その他の大名家
松平定信（まつだいら さだのぶ）
（田安賢丸 → 松平定信）
演：井上祐貴（幼少期：寺田心）
白河藩世子。田安家の出身で治察の異母弟。田安家にいた頃の名は賢丸（まさまる）。白河藩に養子入りした後は、白河様（しらかわさま）とも称される。
徳川吉宗を尊敬し、その血筋であることを誇りとしている。武士は学問・武芸が第一という考えを持ち、生真面目な性格で治済の冗談にも正面から反論する。
田安家先代の頃から白河松平家への養子入りの打診があったが、難色を示していた。しかし「兄・治察に万一があれば田安家に戻れること」を条件に受け入れる。しかし治察の急死後、田安家に戻り跡を継ぐことを意次により断念させられ、意次を激しく憎むこととなる。養子入りのあとも自身が将軍家に対して影響力を維持できるように妹・種姫を家治の養女としてから田安家を去る。白河藩世子となってからは家臣らの指導に励むが、家臣の一人が持っていた『金々先生栄花夢』を読んで庶民の文化にも興味を持つ。
水野為長（みずの ためなが）
演：園田祥太
白河藩松平家家臣。
密かに『金々先生栄花夢』を読んでいたところ定信に窘められる。
斎藤茂右衛門（さいとう もえもん）
演：蔵本康文
小島松平家江戸家老。
鱗形屋の偽板づくりに手を貸して藩の資金源としていたものの、捜査の手が及びそうになると手を引き、すべての責任を鱗形屋に押し付ける。
島津重豪（しまづ しげひで）
演：田中幸太朗
薩摩藩主。蘭癖であることを自認し、オランダ語を諳んじたり、治済や意次に葡萄酒を勧める。娘・茂姫の許婚・豊千代の父である治済とは親交が深く、一緒に松前家の宴席にも参加している。
豊千代が将軍世子に選ばれ茂姫はその側室になると決まりそうになった際は、本心では全く問題ないと思っていたにも関わらず、治済の案に乗って渋っていることにし、茂姫を将来の御台所として幕府に受け入れさせる。
松前道廣（まつまえ みちひろ）
演：えなりかずき
松前藩主。武家官位は志摩守。
武芸に優れ、「遅れてきたもののふ」と評されるが、宴会の余興として、粗相をした家臣の妻を庭木に括りつけてその近くに的を設置し、火縄銃で撃って見せるなど残虐な一面を持つ。湊の証言によると家中を恐怖で従わせ、蝦夷の民には酷い仕打ちをするばかりかオロシャとの抜荷を行っており、湊には「北辺に巣くう鬼」と言われている。
廣年が吉原に通いそこで抜荷の打診をされていることを聞いて激昂するが、儲け話とみなして抜荷の話に乗る。しかし抜け目なく「越中屋」の名で取引をおこない、松前家に咎が及ばないように手配する。のちにこの取引が意次らの陰謀で自家から蝦夷地を上知する計画が進んでいると知ると、廣年とともに治済に助けを求める。
松前廣年（まつまえ ひろとし）
演：ひょうろく
松前藩江戸家老。道廣の弟。幼い頃から江戸で育ち、家老をしつつ絵を学ぶ。気が弱く、兄には逆らえない。容姿は意知により『画図百鬼夜行』のぬっぺっぽうに例えられている。
家老で藩主の弟でありながら自由に使える金は少なく、遊び慣れてもいない。出入りする商人の接待で吉原に来たところ、誰袖に目を付けられて手玉に取られ、オロシャとの抜荷で安く大量に琥珀を仕入れて欲しいとねだられる。抜荷はご法度でありその術も知らないと断るが、田沼一派の策により吉原通いを兄・道廣にばらされたため、抜荷の話も明かさざるを得なくなる。道廣が抜荷での儲け話に乗ったため抜荷をおこなうことになり、それ以降は大文字屋に強気で接するようになる。しかし、誰袖が夢中なのは自身ではなく花雲助であり、その正体は意知だと知って二人の企みに気が付き、蝦夷地の上知計画を止めるように道廣とともに治済に訴える。その後、国元に帰されて江戸を去る。
湊源左衛門（みなと げんざえもん）
演：信太昌之
松前藩の元勘定奉行。狂歌師の集まりへの参加時に名乗った狂名は「蝦夷の桜（えぞのさくら）」。
松前家に仕えていた頃に道廣からひどい目に遭わされており、土山の手引きで意知と接触した際に、松前から蝦夷地を上知するためならどんな労も厭わないと述べる。意知の意を受けて平秩東作とともに松前へ赴き、善吉の協力を得て勘定所から表帳簿と裏帳簿を持ち出すが、企みが松前藩側に露見して追われ、何者かに射殺される。
善吉（ぜんきち）
演：ガリベンズ矢野
松前家の勘定所の下働き。
湊に協力し勘定所から表帳簿と裏帳簿を持ち出すが、企みが松前藩側に露見して追われ、何者かに刺殺される。
工藤平助（くどう へいすけ）
演：おかやまはじめ
仙台藩医。あらゆる人が集まる屋敷は「築地の梁山泊」と評されている。湊の助力を得て『赤蝦夷風説考』を著す。これに三浦が着目したことで接触され、さらに意知にも呼び出されて意見を求められる。
松平信明（まつだいら のぶあきら）
演：福山翔大
吉田松平家当主。
酒井忠以（さかい ただざね）
演：池田倫太朗
溜間詰の大名。

### その他
九郎助稲荷（くろすけいなり）
演：綾瀬はるか
本作の語り手。現代的な観点からの解説も交えつつ物語を案内する。第1回、第17回では人間の姿に化けて登場し、スマートフォンを用いて解説や自撮りを行った。
吉原内にあった稲荷社のうちの一社で、女郎たちの信仰を集めており、重三郎も事あるごとに願掛けをしている。明和の大火では、重三郎が稲荷社の祠を背負って運び出し、狐像をいったんお歯黒どぶに沈めることで難を逃れた。
社は重三郎と花の井の思い出の場所であり、たびたび待ち合わせに使われる。重三郎の悩みを聞いて返答することもあるが、重三郎など人間たちには聞こえていない。
八五郎（はちごろう）、熊吉（くまきち）
演：阿部亮平（八五郎）、山根和馬（熊吉）
重三郎がアイデアを思いついた際の空想に現れる人物。役名は同じだが毎回役柄は異なっている

### 登場予定の人物
柴野栗山（しばの りつざん）
演：嶋田久作
徳川家斉（とくがわ いえなり）
演：城桧吏
徳川治保（とくがわ はるもり）
演：奥野瑛太
徳川宗睦（とくがわ むねちか）
演：榎木孝明
富本斎宮太夫（とみもと いつきだゆう）
演：新浜レオン
曲淵景漸（まがりぶち かげつぐ）
演：平田広明

## スタッフ
- 脚本：森下佳子、三谷昌登[注釈 1]
- 音楽：ジョン・グラム
- 語り：綾瀬はるか
- テーマ音楽「Glorious Edo」
  - 演奏：NHK交響楽団
  - 指揮：下野竜也
  - ツィンバロン演奏：斉藤浩
- 音楽プロデューサー：備耕庸
- タイトルバック：TAKCOM
- 題字：石川九楊
- 副音声解説：宗方脩
- 制作統括：藤並英樹、石村将太
- プロデューサー：松田恭典、藤原敬久、積田有希、美濃里亜
- VFXプロデューサー：角田春奈、本多冬人
- 演出：大原拓、深川貴志、小谷高義、新田真三、大嶋慧介[50]

- 時代考証：山村竜也
- 版元考証：鈴木俊幸
- 戯作考証：棚橋正博
- 風俗考証：佐多芳彦
- 吉原風俗考証：山田順子
- 近世美術史考証：松嶋雅人
- 古文書考証：大石泰史
- 医事考証：若尾みき
- 建築考証：三浦正幸
- 浮世絵考証：浅野秀剛
- 江戸糸あやつり人形考証：両川船遊
- 衣装デザイン：伊藤佐智子
- 九郎助稲荷メイクデザイン：UDA
- 江戸糸あやつり人形指導：結城孫三郎
- 所作指導：花柳寿楽
- 殺陣武術指導：鎌田栄治
- 馬術指導：田中光法
- 芸能指導：友吉鶴心
- 書道指導：金敷駸房
- 茶道/料理/華道指導：井関脩智
- 医事指導：刈谷育子
- 浮世絵指導：向井大祐、松原亜実
- 版画指導：中山周
- 版本指導：早光照子
- 算盤指導：太田敏幸
- 将棋指導：堀口弘治
- 江戸ことば指導：柳亭左龍
- 秩父ことば指導：千葉誠太郎
- 廓ことば指導：園英子
- 京ことば指導：三谷昌登
- 遠州ことば指導：小杉幸彦
- アクション指導：中村健人
- 太鼓指導：山部泰嗣
- 三味線指導：清元斎寿、吉永真奈
- 鷹狩指導：藤田征宏
- わら細工指導：中島安啓
- オランダ語指導：REBEL
- 呪術指導：高橋圭也
- 鍼灸指導：井田剛人
- インティマシーコーディネーター：浅田智穂

- 撮影協力：アダチ版画研究所、つくばみらい市、さいたま市、京都市、京丹波町、長岡京市、美濃市、古河市、豊橋市、豊川市、犬山市、水戸市、那珂市、日光市、矢板市、塩谷町、光明寺、円覚寺、随心院、智積院、東本願寺、輪王寺、洲原神社、生駒神社、日本体育大学相撲部、栃木県フィルムコミッション、日本美術刀剣保存協会
- 資料提供：平賀源内記念館、牧之原市史料館、東京都公文書館、相撲博物館、東京大学総合図書館、国立アイヌ民族博物館、浅間縄文ミュージアム、大東急記念文庫、白河市歴史民俗資料館、国際日本文化研究センター、増上寺、浜島典彦、近松誉、井上研一郎、細川晋輔、日暮晃一

出典：

### 紀行
- 語り：鈴木奈穂子[52]
- チェロ演奏：宮田大（第1回 - 第16回）
- 箏演奏：LEO（第17回 - ）

## 放送

### 放送時間
- 本放送
  - 総合：毎週日曜 20時 - 20時45分
- 先行放送
  - BSプレミアム4K：毎週日曜 12時15分 - 13時
  - BS・BSプレミアム4K：毎週日曜 18時 - 18時45分 [注釈 12]
- 再放送
  - 総合：毎週土曜 13時5分 - 13時50分

### 放送日程
- 初回は15分拡大[53]。

| 放送回 | 放送日   | サブタイトル                 | 演出     | 紀行                                                                                         | 地上波視聴率 |
| ------ | -------- | ---------------------------- | -------- | -------------------------------------------------------------------------------------------- | ------------ |
| 第01回 | 01月05日 | ありがた山の寒（）がらす     | 大原拓   | 吉原神社（東京都台東区） 浄閑寺（東京都荒川区）                                              | 12.6%        |
| 第02回 | 01月12日 | 吉原細見『嗚呼（）御江戸』   | 大原拓   | 大クスノキ（東京都文京区） 神田橋（東京都千代田区）                                          | 12.0%        |
| 第03回 | 01月19日 | 千客万来『一目千本（）』     | 大原拓   | 西尾市岩瀬文庫（愛知県西尾市）                                                               | 11.7%        |
| 第04回 | 01月26日 | 『雛（）形若菜』の甘い罠（） | 深川貴志 | 北の丸公園（田安門）（東京都千代田区）                                                       | 10.5%        |
| 第05回 | 02月02日 | 蔦（）に唐丸因果の蔓（）     | 大原拓   | 埼玉県森林科学館（埼玉県秩父市）                                                             | 10.6%        |
| 第06回 | 02月09日 | 鱗（）剥がれた『節用集』     | 深川貴志 | 日枝神社（東京都千代田区）                                                                   | 10.2%        |
| 第07回 | 02月16日 | 好機到来『籬（）の花』       | 深川貴志 | 山谷堀公園（東京都台東区）                                                                   | 10.0%        |
| 第08回 | 02月23日 | 逆襲の『金々先生』           | 新田真三 | 瀧泉寺（目黒不動尊）（東京都目黒区）                                                         | 09.8%        |
| 第09回 | 03月02日 | 玉菊燈籠恋の地獄             | 新田真三 | 鷲神社・長國寺（東京都台東区）                                                               | 10.4%        |
| 第10回 | 03月09日 | 『青楼美人』の見る夢は       | 大原拓   | 堺町・葺屋町芝居町跡（東京都中央区）                                                         | 10.6%        |
| 第11回 | 03月16日 | 富本、仁義の馬面             | 小谷高義 | 日光東照宮（栃木県日光市） 錫杖寺（埼玉県川口市） 利根川（栗橋関所房川渡跡）（埼玉県久喜市） | 09.6%        |
| 第12回 | 03月23日 | 俄（）なる『明月余情』       | 小谷高義 | 佐竹家上屋敷跡（佐竹商店街）（東京都台東区）                                                 | 09.9%        |
| 第13回 | 03月30日 | お江戸揺るがす座頭金         | 深川貴志 | 八橋検校顕彰碑（東京都台東区） 杉山流鍼治稽古所跡地（東京都墨田区）                          | 09.6%        |
| 第14回 | 04月06日 | 蔦重瀬川夫婦道中             | 新田真三 | 西徳寺（東京都台東区）                                                                       | 10.8%        |
| 第15回 | 04月13日 | 死を呼ぶ手袋                 | 大原拓   | 池上養源寺（東京都大田区） 浜離宮恩賜庭園（東京都中央区）                                    | 09.9%        |
| 第16回 | 04月20日 | さらば源内、見立は蓬莱（）   | 大原拓   | 平賀源内墓（東京都台東区） 平賀源内記念館（香川県さぬき市）                                  | 09.6%        |
| 第17回 | 05月04日 | 乱れ咲き往来の桜             | 深川貴志 | 相良城本丸跡（牧之原市史料館）（静岡県牧之原市）                                             | 09.5%        |
| 第18回 | 05月11日 | 歌麿よ、見徳（）は一炊夢（） | 小谷高義 | 雑司ヶ谷鬼子母神堂（東京都豊島区）                                                           | 09.6%        |
| 第19回 | 05月18日 | 鱗（）の置き土産             | 大嶋慧介 | 池洲稲荷神社（東京都中央区）                                                                 | 10.2%        |
| 第20回 | 05月25日 | 寝惚（）けて候               | 大嶋慧介 | 浄栄寺（東京都新宿区）                                                                       | 09.7%        |
| 第21回 | 06月01日 | 蝦夷桜上野屁音（）           | 大原拓   | 国立アイヌ民族博物館（北海道白老町）                                                         | 10.0%        |
| 第22回 | 06月08日 | 小生、酒上不埒（）にて       | 深川貴志 | 小島陣屋跡（静岡県静岡市）                                                                   | 09.4%        |
| 第23回 | 06月15日 | 我こそは江戸一利者なり       | 深川貴志 | 三囲神社（東京都墨田区） 川越熊野神社（埼玉県川越市）                                        | 08.8%        |
| 第24回 | 06月22日 | げにつれなきは日本橋         | 小谷高義 | 福山城（北海道松前町）                                                                       | 08.1%        |
| 第25回 | 06月29日 | 灰の雨降る日本橋             | 大原拓   | 耕書堂跡（東京都中央区）                                                                     | 09.3%        |
| 第26回 | 07月06日 | 三人の女                     | 大原拓   | 紀伊和歌山藩徳川家屋敷跡（東京都千代田区） 和歌山城（和歌山県和歌山市）                      | 09.8%        |
| 第27回 | 07月13日 | 願わくば花の下にて春死なん   | 大嶋慧介 | 唐沢山城跡（栃木県佐野市） 佐野善左衛門宅跡（東京都千代田区）                                | 09.3%        |
| 第28回 | 07月27日 | 佐野世直大明神               | 深川貴志 | 平田寺（静岡県牧之原市） 徳本寺（東京都台東区）                                              | 09.7%        |
| 第29回 | 08月03日 | 江戸生蔦屋仇討（）           | 寺﨑英貴 | 木場公園（東京都江東区）                                                                     | 08.8%        |
| 第30回 | 08月10日 | 人まね歌麿                   | 小谷高義 | 小峰城三重櫓と前御門（福島県白河市）                                                         | 09.4%        |
| 第31回 | 08月17日 | 我が名は天                   | 大嶋慧介 | 寛永寺（東京都台東区）                                                                       | 09.0%        |

- 視聴率はビデオリサーチ調べ、関東地区・世帯・リアルタイム。

### 放送時間変更・休止
- 4月27日は休止となり、スペシャル番組を放送[55]。
- 6月22日は東京都議会議員選挙開票速報放送のため、総合のみ19時14分から放送[56]。
- 7月20日は総合にて第27回参議院議員通常選挙開票速報放送のため、休止[57][58]。

### 再放送枠以外での再放送
- 1月19日の0時10分から総合テレビで初回と第2回を連続再放送[59]。
- 2月15日と2月16日に総合テレビで第1回から第6回までを集中再放送[60]。

### 関連番組

#### テレビ
- 50ボイス べらぼう～蔦重栄華乃夢噺～「あなたのべらぼうは？」（NHK総合：2025年1月1日）
- 謎解き！ヒミツの至宝さん～蔦屋重三郎の浮世絵～（NHK BS8K：2025年1月1日、NHK総合：同年4月29日）
- 英雄たちの選択（NHK BS）
  - スペシャル「大江戸エンタメ革命～実録・蔦屋重三郎～」（2025年1月1日）
  - 江戸を駆けたマルチクリエイター 平賀源内（同年2月10日）
- 先人たちの底力 知恵泉 新春スペシャル「出版1300年 文化はかくして生まれた」（NHK Eテレ：2025年1月1日）
- 大河ドラマ「べらぼう」見て頂戴スペシャル（NHK総合：2025年1月3日） - 出演は小芝風花・風間俊介・眞島秀和
- 歴史サミット「大江戸ルネサンスサミット2025～なぜ江戸は世界的な文化都市になったのか？～」（NHK BS：2025年1月3日）
- 浮世絵EDO-LIFE（NHK Eテレ：2025年1月4日から毎週[注釈 14]）
- 漫画家イエナガの複雑社会を超定義 大河ドラマSPコラボ！クリエイターエコノミー（NHK総合：2025年1月18日） - ゲスト出演は愛希れいか
- 土スタ（NHK総合）
  - 「べらぼう」特集（2025年1月25日） - ゲスト出演は横浜流星
  - 「べらぼう」特集（同年3月8日） - ゲスト出演は井之脇海・小野花梨
  - 「べらぼう」特集（同年6月28日） - ゲスト出演は伊藤淳史
  - 「べらぼう」特集（同年7月26日） - ゲスト出演は橋本愛
  - 「べらぼう」特集in千代田区（同年8月30日予定） - ゲスト出演は生田斗真
- 浮世絵ミステリー 「べらぼう」コラボ 歌麿と蔦屋重三郎“革命”と“抵抗”の謎（NHK BSプレミアム4K：2025年1月25日、NHK BS：同年2月1日・5月18日・6月8日） - ゲスト出演は染谷将太
- べらぼうトークショーin台東区（NHK総合：2025年2月6日） - 出演は横浜流星・小芝風花・愛希れいか・渡邉斗翔・中村蒼
- 将棋フォーカス 大河ドラマ「べらぼう～蔦重栄華乃夢噺～」コラボ（NHK Eテレ：2025年2月9日）
- たたかう蔦屋重三郎 いざ！三本勝負（NHK BSプレミアム4K：2025年2月9日、NHK総合：同年5月4日） - ゲスト出演は高橋克実・山村紅葉・高梨臨
- まだ間に合う！大河ドラマべらぼう（NHK総合：2025年2月11日、NHK BS：同年2月14日）[61]
- プライムふくしま 寺田心の白河紀行（NHK総合（福島県域）：2025年2月21日） - 出演は寺田心、ナレーションは花總まり
- 大河ドラマ「べらぼう」スペシャルトークin横浜（NHK総合：2025年3月9日） - ゲスト出演は井之脇海・小野花梨・久保田紗友
- さぬきドキっ！「安田顕とめぐる平賀源内ふるさと旅」（NHK総合（香川県域）：2025年3月14日、NHK総合：同年4月14日） - 出演は安田顕、ナレーションは高橋克実
- 歴史探偵（NHK総合）
  - べらぼうコラボスペシャル よみがえる大江戸（2025年3月19日） - ゲスト出演は水野美紀・風間俊介
  - 江戸の仕事人たち（同年5月7日）
  - 江戸グルメ（同年7月2日）
  - べらぼうコラボスペシャル 田沼意知vs松平定信（同年8月20日） - ゲスト出演は眞島秀和・井上祐貴・寺田心・中村隼人
- NHKドラマティックトークショー&スペシャルツアー 放送100年in茨城「べらぼう」出演者と語るドラマの世界（NHK総合（茨城県域）：2025年3月22日、NHK総合：同年4月10日） - ゲスト出演は愛希れいか・木村了
- べらぼうな花たち 一目千本（NHK Eテレ：2025年3月24日）
- 100カメ×大河ドラマ「べらぼう～蔦重栄華乃夢噺～」（NHK総合：2025年3月28日）
  - 完全版（NHK BS：2025年5月10日・5月24日、NHK総合：同年5月12日・6月1日）
- べらぼうファンミーティング（NHK BSプレミアム4K：2025年3月30日、NHK総合：同年4月12日） - 出演は風間俊介・水野美紀・中村隼人・安田顕・鉄拳
- 大河ドラマべらぼう ありがた山スペシャル（NHK BSプレミアム4K・NHK BS・NHK総合：2025年4月27日） - ゲスト出演は尾美としのり・水野美紀・中村蒼[55]
- 大河べらぼう 安田顕と源内のふるさとで語るトークイベント（NHK総合：2025年4月29日、NHK総合（香川県域）：同年5月10日） - ゲスト出演は安田顕・藤並英樹（制作統括）
- イモヅル式に学ぼう！NHKラーニング「まなぼう」江戸を学べるプレイリスト（NHK Eテレ）
  - #1 「吉原」（2025年5月8日） - ゲスト出演は中村隼人・山口祥行・岩男海史
  - #2 「食」（同年5月10日） - ゲスト出演は林家三平・ジェームス小野田
  - #3 「狂歌」（同年5月18日・5月25日） - ゲスト出演は林家三平・ジェームス小野田
  - #4 「浮世絵」（同年6月22日） - ゲスト出演は正名僕蔵・前野朋哉
  - #5 「江戸の防災」（同年7月20日） - ゲスト出演は正名僕蔵・前野朋哉
- 激突メシあがれ〜自作グルメ頂上決戦〜そば 大河ドラマ「べらぼう」コラボSP（NHK総合：2025年6月11日・8月12日） - ゲスト出演は山路和弘
- 「べらぼう」田沼親子 渡辺謙・宮沢氷魚が牧之原お国入り!（NHK総合（静岡県域）：2025年6月20日、NHK総合：同年8月13日） - ゲスト出演は渡辺謙・宮沢氷魚・藤並英樹（制作統括）
- べらぼうな笑い 黄表紙・江戸の奇想天外物語！（NHK総合） - ナレーションは関智一・水樹奈々
  - 『金々先生栄花夢』（2025年7月5日）
  - 『無題記』（同年7月6日）
  - 『御存商売物』（同年7月6日）
  - 『江戸生艶気樺焼』（同年8月3日）
- 芸能きわみ堂 大河ドラマ連動！べらぼうな時代の芸能に迫る（Eテレ：2025年7月25日） - ゲスト出演は安達祐実・高橋英樹
- 大河ドラマコンサート「べらぼう」ありがた山のコンサート（NHK総合：2025年8月3日）
- 有吉のお金発見 突撃！カネオくん べらぼう&豪華コラボ！花の都・江戸SP！（NHK総合：2025年8月24日） - ゲスト出演は高橋克実

#### ラジオ
- ラジオ深夜便「もっと、べらぼう」（2025年1月5日から隔週で放送、NHKラジオ第1・NHK-FM）
- 聴く大河～“べらぼう”に楽しむ～（NHKラジオ第1）
  - 2025年1月11日 - ゲスト出演は中村蒼・久保田紗友
  - 同年2月11日
- 大河べらぼう×まんまるコラボ企画“べらぼう”なメッセージ（2025年5月19日・6月2日・11日・19日・30日 - 7月2日・7日・14日・28日・8月4日・18日、NHKラジオ第1）

## ドラマ舞台地の誘致運動・反応

蔦重ゆかりの地（東京都台東区）
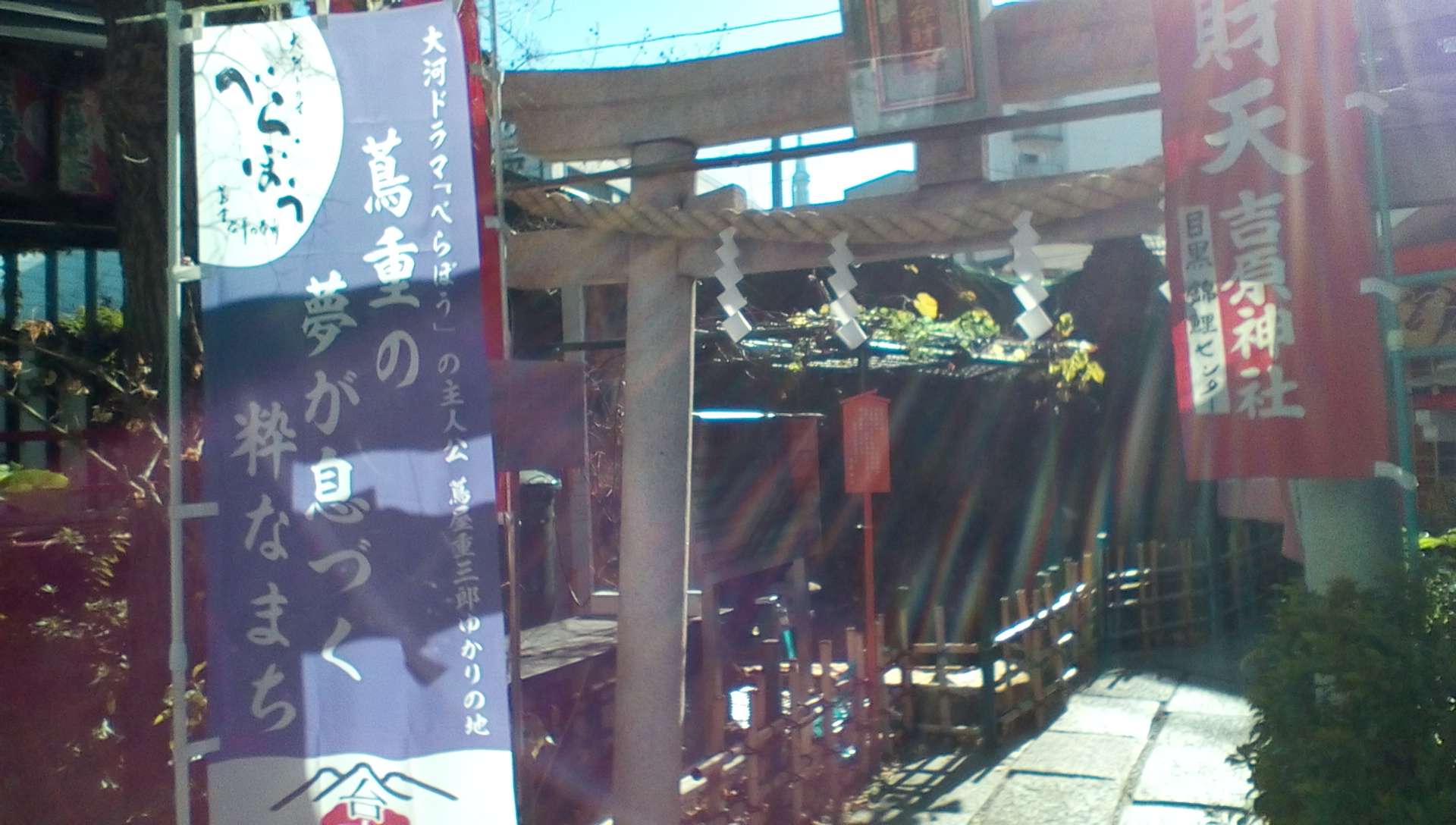
新吉原花園池（弁天池）跡
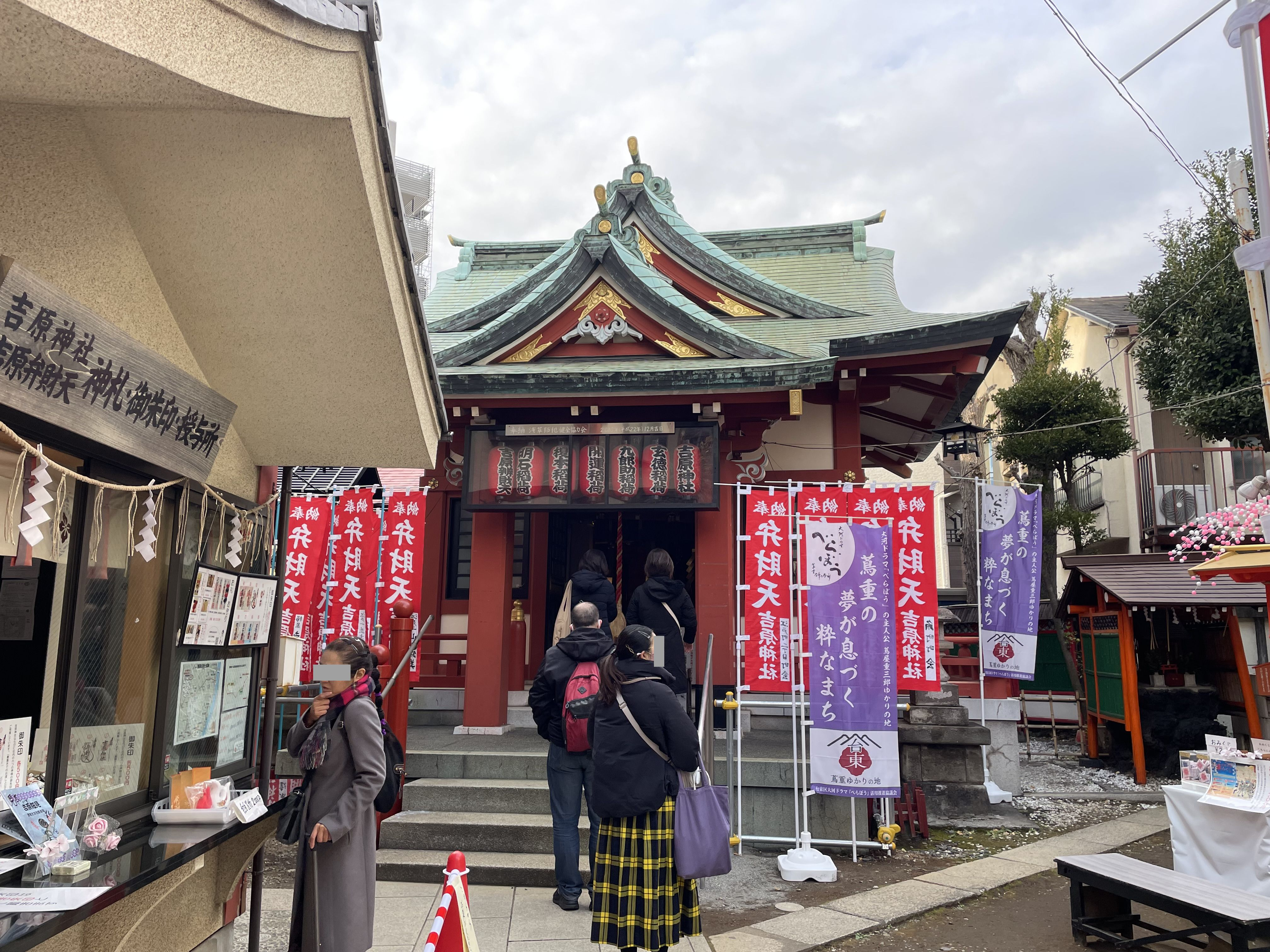
九郎助稲荷神社を合祀する 吉原神社
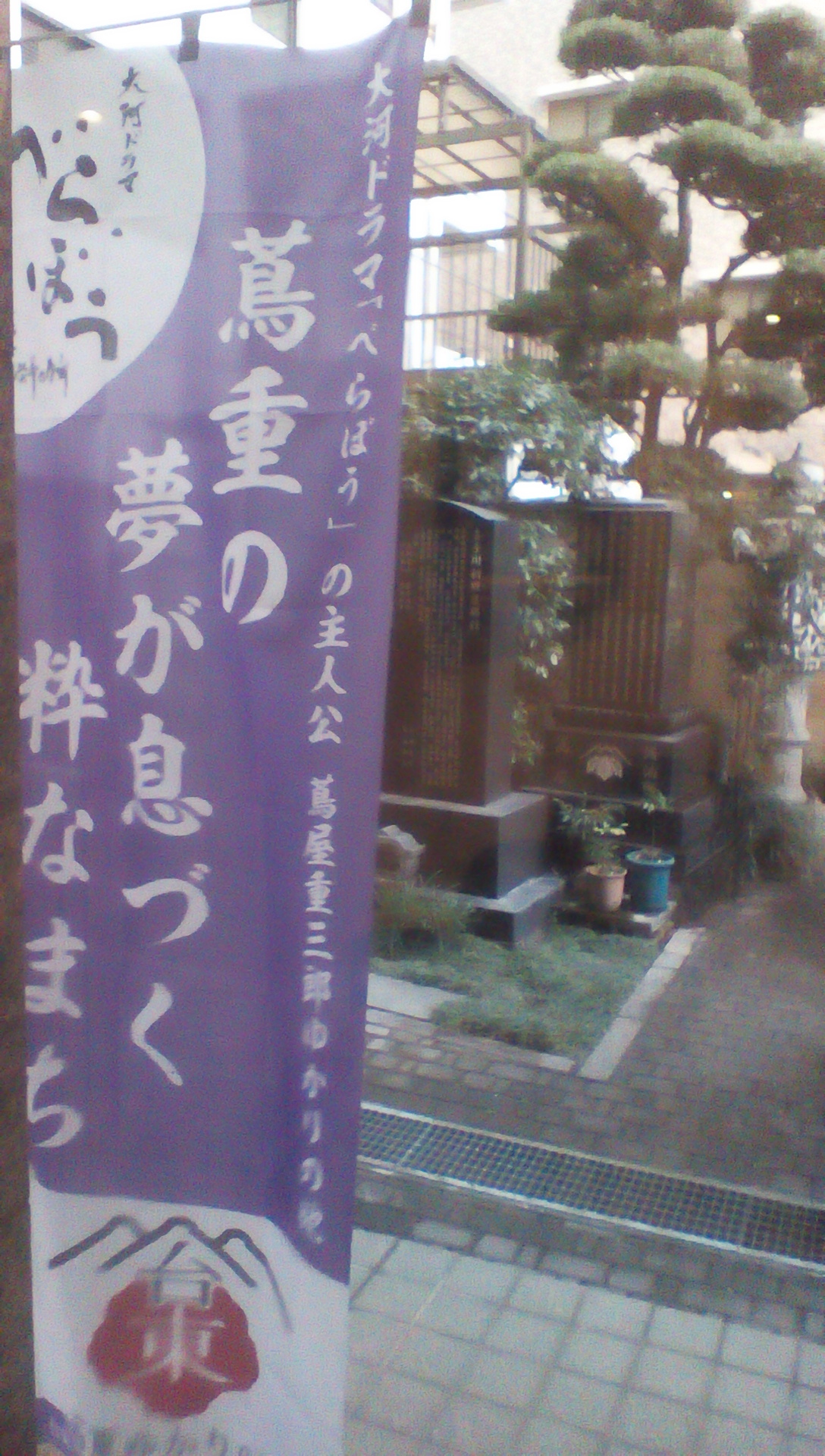
蔦重墓碑（浅草・正法寺）

- 2024年11月17 - 19日、日本橋プラザビルにおいて「べらぼう展」を開催。スチル写真のテイザービジュアルやデジタルサイネージでのダイジェスト映像上映に加え、当会場では撮影に協力する中央区 (東京都)の関連団体による衣装展示や浮世絵重ね刷りの実演と体験などが行われた[62][リンク切れ][63]。

- 2024年3月3日 - 2026年1月末（予定）、日本橋耕書堂跡に近い中央区のユニホームメーカー・ボンマックスが自社ビル1階のロビーを改修し、「蔦重通油町(とおりあぶらちょう)ギャラリー」を開設。江戸料理文化研究家の車浮代による解説パネルや、江戸小物の販売を行う。入場無料、土・日・祝休[64]。

- 2024年3月10日 - 未定まで『べらぼう』に関連する台東区・中央区を盛り上げる「耕書堂プロジェクト」を立ち上げ、蔦重・歌麿・写楽らを現代風のイケメンキャラ化。日本橋エリアでは、そのグッズなどをCOREDO室町1の日本橋案内所の一角に設けた「耕書堂においでなんし」で販売。上野エリアでは松坂屋上野店内の上野案内所でシャンシャン (ジャイアントパンダ)が蔦重の衣装を着たマスコットも販売。いずれも入場無料、営業はテナントビルの休業日に準じる[65]。

- 2024年12月23日 - 2025年1月24日、台東区役所のアートギャラリーにて、「べらぼう～蔦重栄華乃夢噺～ パネル展in台東区」を開催[66]。

- 2025年1月6日 - 12月25日、日本橋耕書堂跡に近い中央区で創業200年を超す老舗呉服屋・和装用品の田源が自社ビル内に設けたイチマス田源きものクリニック＆呉服問屋ミュージアム（中央区まちかど展示館認定）にて、耕書堂の店頭を原寸大立体再現。入場無料[67]。

- 2025年1月18日 - 2026年1月12日、吉原大門跡と吉原神社の中ほどにある千束四丁目交差点角に、蔦重が吉原で開業した貸本屋の耕書堂を模した観光案内所と土産物屋を兼ねた江戸新吉原耕書堂を開設。入場無料[68]。

- 2025年1月26日 - 2026年1月12日、田沼意次所領であった静岡県牧之原市の市史料館で、大河ドラマ「べらぼう～蔦重栄華乃夢噺～」展・静岡まきのはらを開催[69]。

- 2025年2月1日 - 2026年1月12日、東京都立産業貿易センター台東館のうち台東区民会館の9階ホールを「べらぼう 江戸たいとう 大河ドラマ館」として開設し、土産物販売を行う「たいとう 江戸もの市」を併設している[70]。また、同期間中はドラマ館から法正寺（蔦重墓碑）、平賀源内墓所、江戸新吉原耕書堂、浅草見番を巡回する「蔦重ゆかりの地 循環バス」を運行する。めぐりんとは別車両別系統による20分間隔の運行で、ドラマ館の当日入場券があれば何度でも無料で乗車可能となっている[71]。

- 2025年2月7日 - 28日、東京都立中央図書館で、「べらぼう～蔦重栄華乃夢噺～ パネル展at都立中央図書館」を開催。

- 2025年2月10日 - 3月2日、浅草の奥山おまいりまち商店街と浅草西参道商店街で、蔦重が携わった浮世絵などを大型のぼり旗や提灯化あるいは巨大床アートとして飾ったり、江戸のライブパフォーマンスを行う「浮世絵と歌舞伎まつり THE ASAKUSA」を開催[72]。

- 2025年2月24日、台東区で毎年恒例のスタンプラリー「広い浅草ウォークラリー」が開催。今年は『べらぼう』ゆかりの江戸新吉原耕書堂・平賀源内墓所・法正寺（蔦重墓碑）をコースに盛り込む[73]。

- 2025年4月22日 - 6月15日、東京国立博物館にて「蔦屋重三郎 コンテンツビジネスの風雲児」を開催。「附章」と題して大河ドラマで使用されたセットや小道具が展示された[74]。
- 2025年7月4日 - 7月6日、日本橋にある福徳の森にて「べらぼうフェスティバルin日本橋」が開催され、ドラマの世界観が体感できる大型展示や撮影用小道具、登場人物のキャストビジュアルバナーなどが展示された[75]。

- 2025年8月19日 - 12月7日、小峰城歴史館ロビーにて大河ドラマ「べらぼう～蔦重栄華乃夢噺～」展を開催[76]。

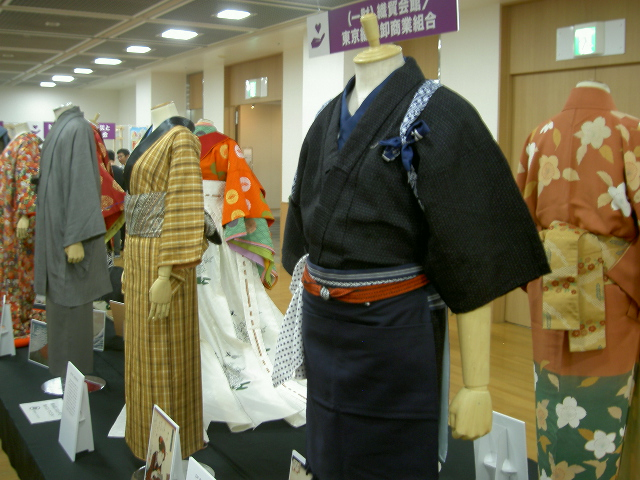
べらぼう展 - 衣装展示（主要キャスト以外）
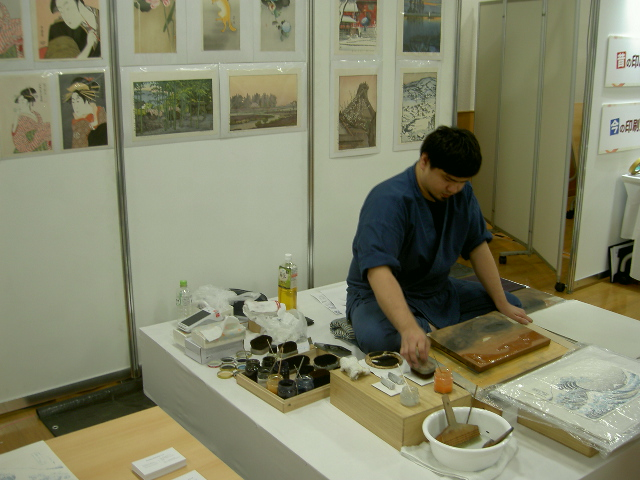
べらぼう展 - 浮世絵摺実演
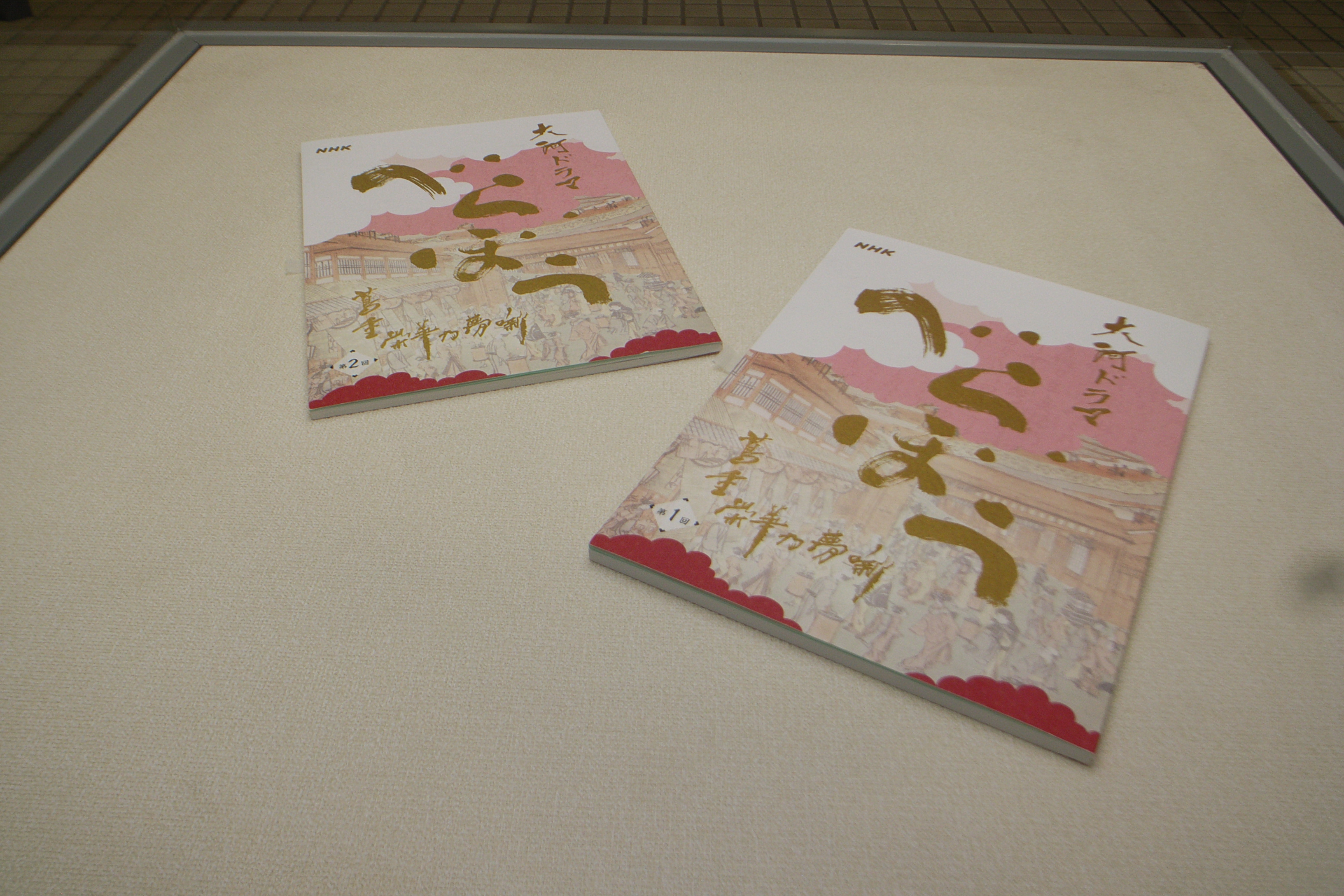
『べらぼう』の台本（台東区役所にて）
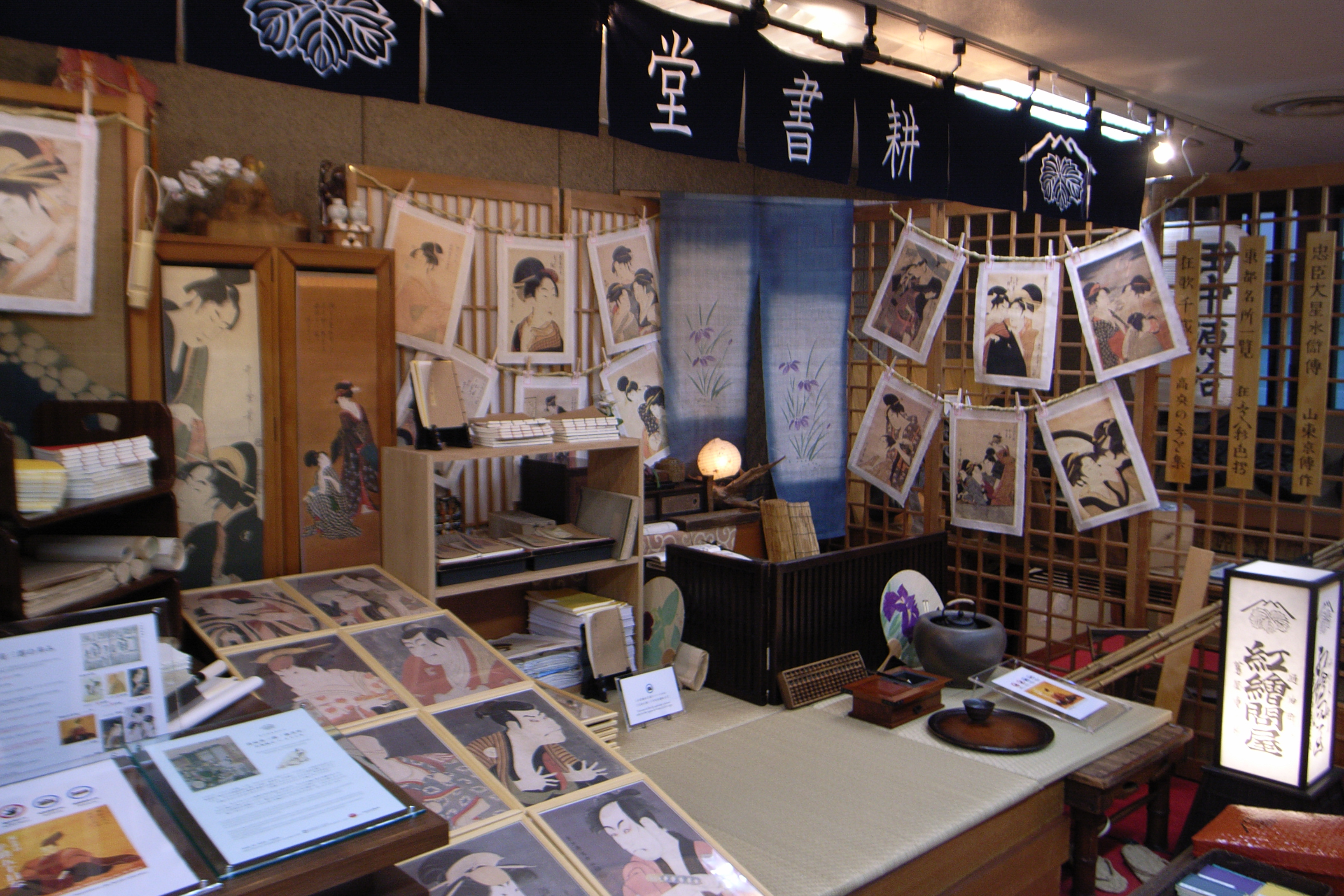
耕書堂の店先復元（田源ビルにて）
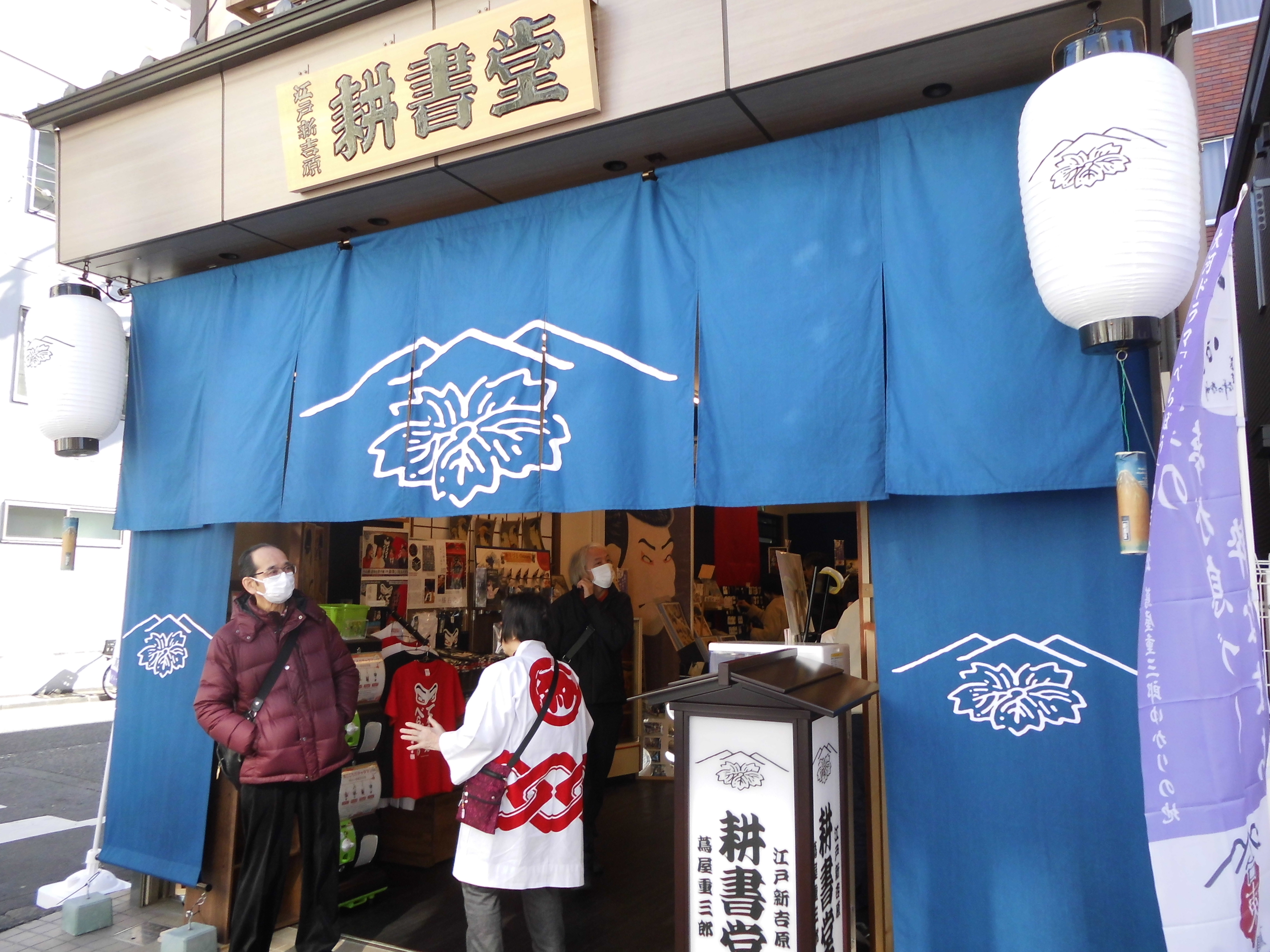
江戸新吉原耕書堂
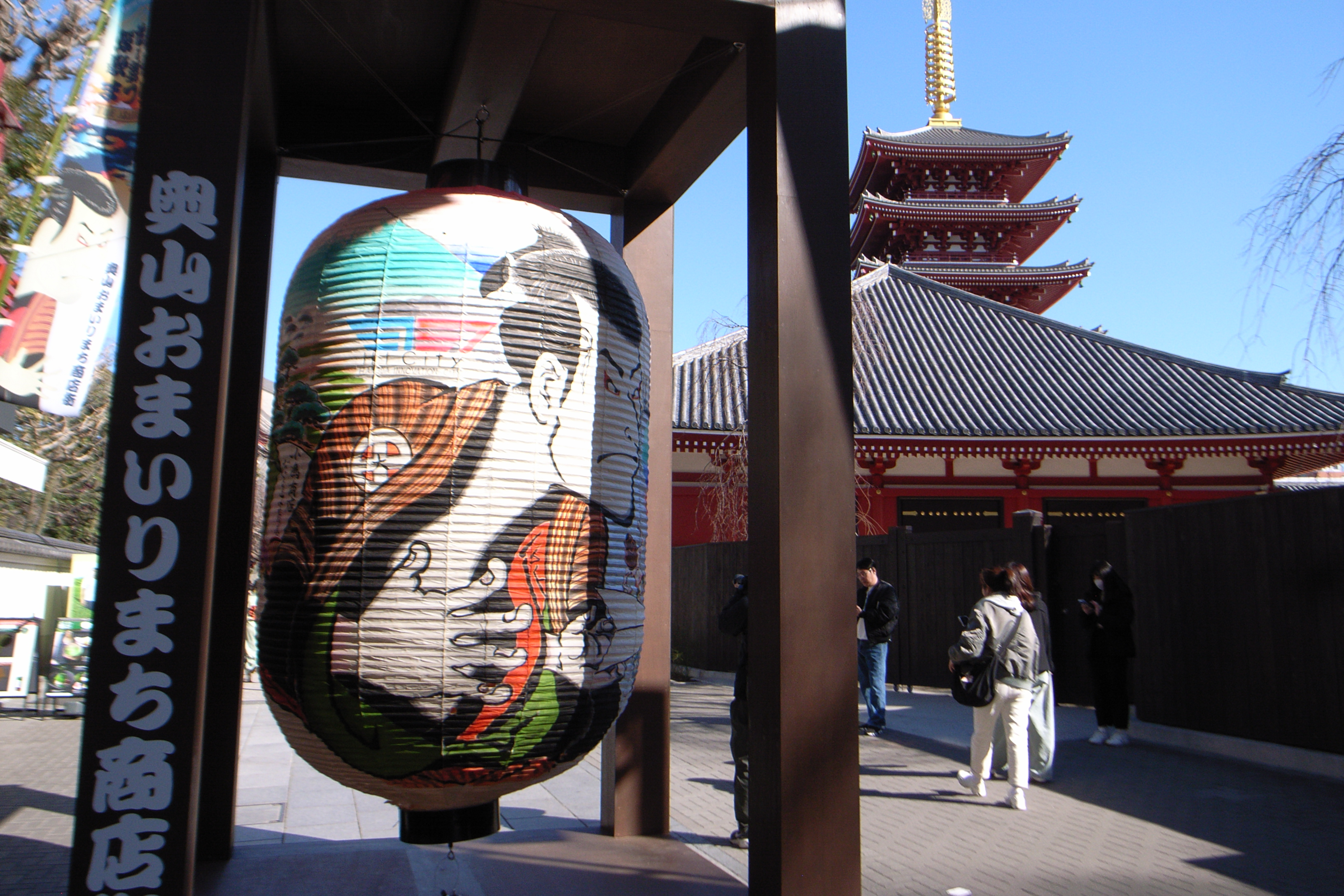
浮世絵と歌舞伎まつり 大提灯
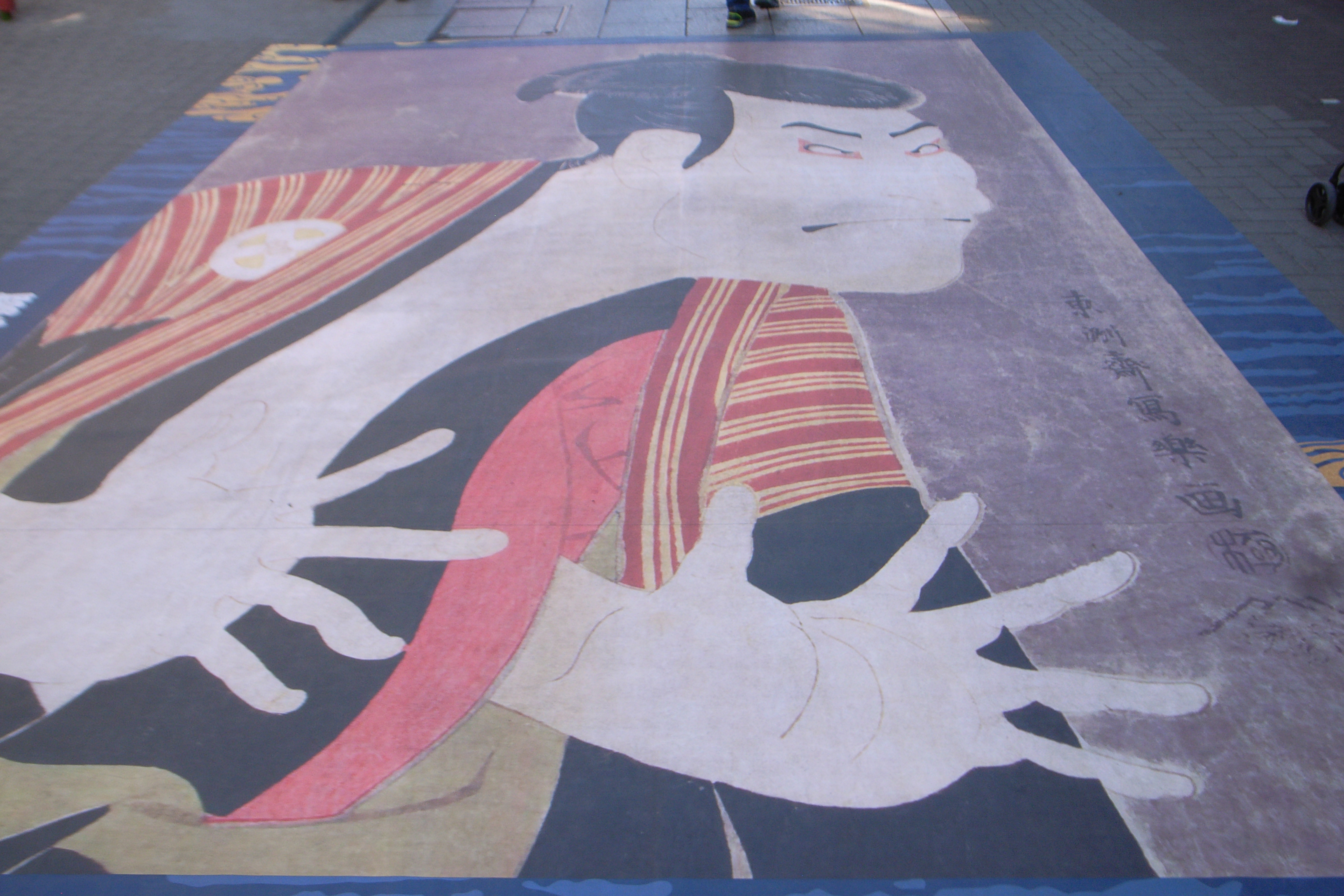
浮世絵と歌舞伎まつり 路面アート
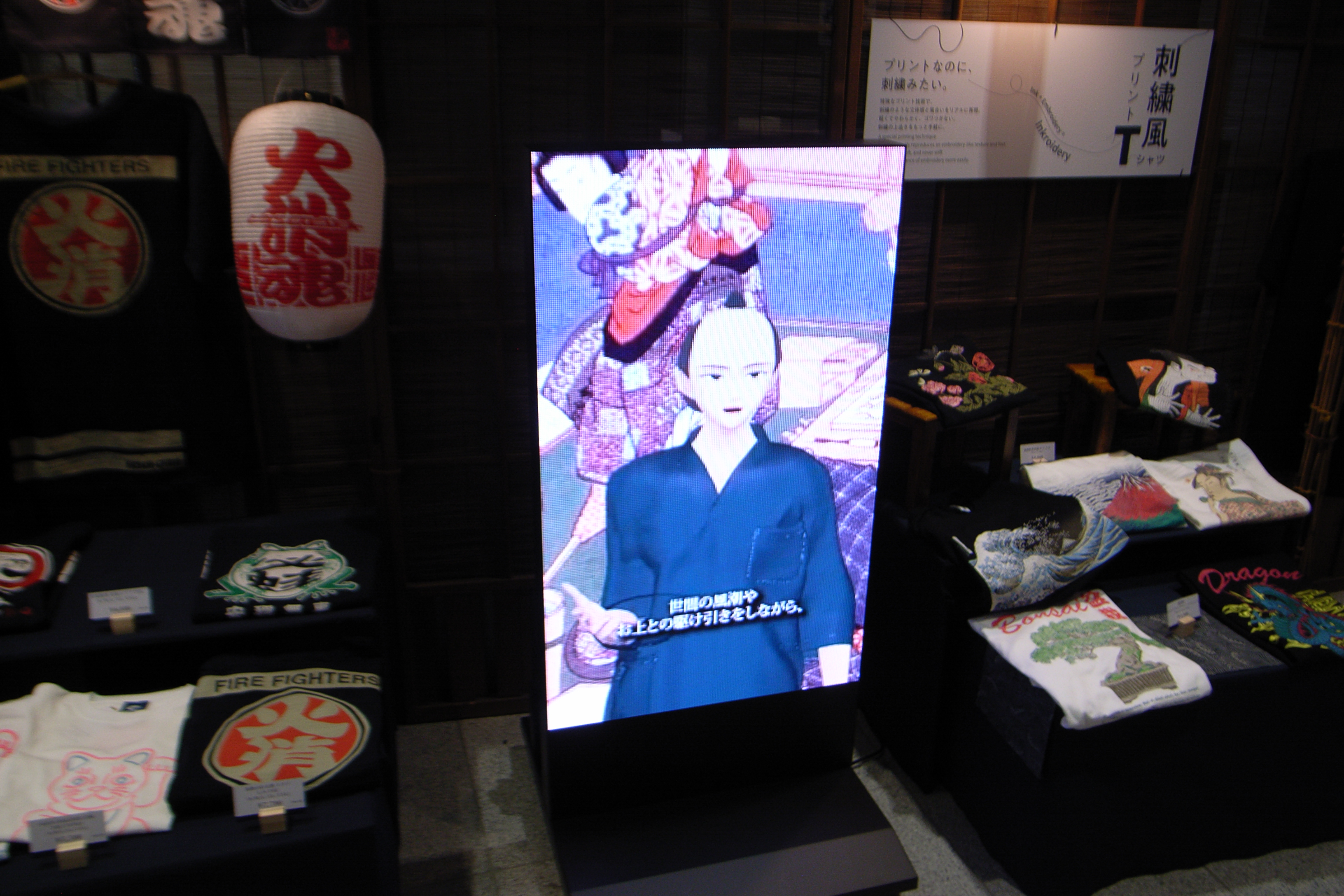
蔦重通油町ギャラリー
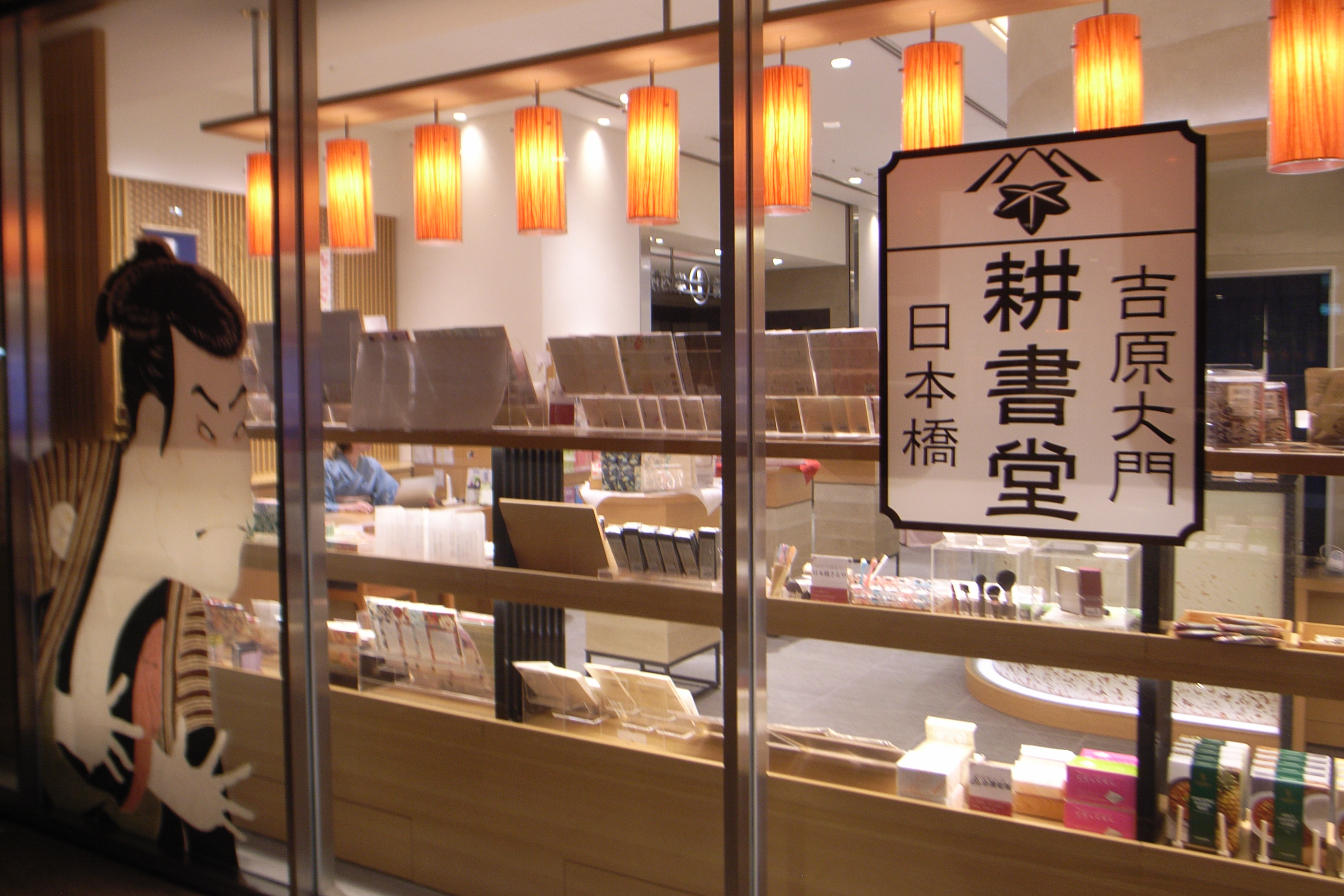
耕書堂においでなんし

## 関連商品

### サウンドトラック
- 大河ドラマ「べらぼう〜蔦重栄華乃夢噺〜」オリジナル・サウンドトラック（日本コロムビア）
  - vol.1（2025年2月5日、COCP-42437、EAN:4549767336558）
  - vol.2（2025年6月25日、COCP-42503、EAN:4549767346366）

### 書籍
公式ガイドブック
- NHK大河ドラマ・ガイド べらぼう（NHK出版）
  - 前編（2024年12月19日発売、ISBN 978-4149233987）
  - 後編（2025年5月22日発売、ISBN 978-4149233994）
  - 完結編（2025年9月30日発売予定）

- NHK大河ドラマ歴史ハンドブック べらぼう～蔦重栄華乃夢噺～ 蔦屋重三郎とその時代（NHK出版、2024年11月29日発売、ISBN 978-4149112053）

ガイドブック
- NHK2025年大河ドラマ「べらぼう〜蔦重栄華乃夢噺〜」完全読本（NIKKO MOOK）（産経新聞出版、2024年12月19日発売、ISBN 978-4819153317）
- NHK2025年大河ドラマ「べらぼう〜蔦重栄華乃夢噺〜」TVガイドMOOK（東京ニュース通信社
  - THE BOOK 1（2024年12月19日発売、ISBN 978-4867019443）
  - THE BOOK 2（2025年5月22日発売、ISBN 978-4867019955）

- 初めての大河ドラマ「べらぼう〜蔦重栄華乃夢噺〜」歴史おもしろBOOK（小学館、2024年12月19日発売、ISBN 978-4098022021）
- 大河ドラマ「べらぼう〜蔦重栄華乃夢噺〜」蔦屋重三郎とその時代（TJMOOK）（宝島社、2024年12月19日発売、ISBN 978-4299058317）

ノベライズ
- べらぼう～蔦重栄華乃夢噺～ 一（2024年12月19日発売、ISBN 978-4140057506）
- べらぼう～蔦重栄華乃夢噺～ 二（2025年3月25日発売、ISBN 978-4140057513）
- べらぼう～蔦重栄華乃夢噺～ 三（2025年7月25日発売、ISBN 978-4140057520）

### DVD/BD
- NHK大河ドラマ「べらぼう〜蔦重栄華乃夢噺〜」完全版 DVD/BD-BOX
  - 第壱集（第一回 - 第十六回、2025年8月1日発売）
  - 第弐集（第十七回 - 、2025年11月21日発売予定）
  - 第参集（2026年3月27日発売予定）